# A Szovjetunió az 1960. évi nyári olimpiai játékokon
A Szovjetunió az olaszországi Rómában megrendezett 1960. évi nyári olimpiai játékok egyik részt vevő nemzete volt. Az országot az olimpián 17 sportágban 283 sportoló képviselte, akik összesen 103 érmet szereztek.

## Érmesek
| Érem  | Versenyző | Sportág       | Versenyszám                          |
| ----- | --- | ------------- | ------------------------------------ |
| Arany | Pjotr Bolotnyikov | Atlétika      | Férfi 10 000 m                       |
| Arany | Vlagyimir Golubnyicsij | Atlétika      | Férfi 20 km gyaloglás                |
| Arany | Robert Savlakadze | Atlétika      | Férfi magasugrás                     |
| Arany | Vaszilij Rugyenkov | Atlétika      | Férfi kalapácsvetés                  |
| Arany | Viktor Cibulenko | Atlétika      | Férfi gerelyhajítás                  |
| Arany | Ljudmilla Sevcova-Liszenko | Atlétika      | Női 800 m                            |
| Arany | Irina Pressz | Atlétika      | Női 80 m gát                         |
| Arany | Vera Krepkina | Atlétika      | Női távolugrás                       |
| Arany | Tamara Pressz | Atlétika      | Női súlylökés                        |
| Arany | Nyina Ponomarjova | Atlétika      | Női diszkoszvetés                    |
| Arany | Elvīra Ozoliņa | Atlétika      | Női gerelyhajítás                    |
| Arany | Oleg Karavajev | Birkózás      | Kötöttfogás, 57 kg                   |
| Arany | Avtandil Koridse | Birkózás      | Kötöttfogás, 67 kg                   |
| Arany | Ivan Bohdan | Birkózás      | Kötöttfogás, +87 kg                  |
| Arany | Vjacseszlav Ivanov | Evezés        | Férfi egypárevezős                   |
| Arany | Valentyin Borejko Oleg Golovanov | Evezés        | Férfi kormányos nélküli kettes       |
| Arany | Leonyid Gejstor Szerhej Makarenko | Kajak-kenu    | Férfi kenu kettes 1000 m             |
| Arany | Antonyina Szeregyina | Kajak-kenu    | Női kajak egyes 500 m                |
| Arany | Marija Subina Antonyina Szeregyina | Kajak-kenu    | Női kajak kettes 500 m               |
| Arany | Viktor Kapitonov | Kerékpározás  | Férfi mezőnyverseny                  |
| Arany | Szergej Filatov | Lovaglás      | Egyéni díjlovaglás                   |
| Arany | Oleg Grigorjev | Ökölvívás     | Harmatsúly                           |
| Arany | Alekszej Guscsin | Sportlövészet | Férfi szabadpisztoly                 |
| Arany | Viktor Samburkin | Sportlövészet | Férfi sportpuska összetett           |
| Arany | Jevgenyij Minajev | Súlyemelés    | 60 kg                                |
| Arany | Viktor Busujev | Súlyemelés    | 67,5 kg                              |
| Arany | Alekszandr Kurinov | Súlyemelés    | 75 kg                                |
| Arany | Arkagyij Vorobjov | Súlyemelés    | 90 kg                                |
| Arany | Jurij Vlaszov | Súlyemelés    | +90 kg                               |
| Arany | Albert Azarján | Torna         | Férfi gyűrű                          |
| Arany | Borisz Sahlin | Torna         | Férfi korlát                         |
| Arany | Borisz Sahlin | Torna         | Férfi lólengés                       |
| Arany | Borisz Sahlin | Torna         | Férfi ugrás                          |
| Arany | Borisz Sahlin | Torna         | Férfi egyéni összetett               |
| Arany | Polina Asztahova | Torna         | Női felemás korlát                   |
| Arany | Larisza Latinyina | Torna         | Női talaj                            |
| Arany | Marharita Nyikolajeva | Torna         | Női ugrás                            |
| Arany | Larisza Latinyina | Torna         | Női egyéni összetett                 |
| Arany | Polina Asztahova Ligyija Ivanova Larisza Latinyina Tamara Ljuhina Szofja Muratova Marharita Nyikolajeva | Torna         | Női csapat összetett                 |
| Arany | Tyimir Pinyegin Fjodor Sutkov | Vitorlázás    | Csillaghajó                          |
| Arany | Viktor Zsdanovics | Vívás         | Férfi tőr, egyéni                    |
| Arany | Mark Midler Jurij Rudov Jurij Sziszikin German Szvesnyikov Viktor Zsdanovics | Vívás         | Férfi tőr, csapat                    |
| Arany | Galina Gorohova Taccjana Pjatrenka Valentyina Prudszkova Valentyina Rasztvorova Ljudmila Sisova Alekszandra Zabelina | Vívás         | Női tőr, csapat                      |
| Ezüst | Nyikolaj Szokolov | Atlétika      | Férfi 3000 m akadály                 |
| Ezüst | Leonyid Bartenyev Jurij Konovalov Guszman Koszanov Edvīns Ozoliņš | Atlétika      | Férfi 4 × 100 m váltó                |
| Ezüst | Valerij Brumel | Atlétika      | Férfi magasugrás                     |
| Ezüst | Vlagyimir Gorjaev | Atlétika      | Férfi hármasugrás                    |
| Ezüst | Tamara Pressz | Atlétika      | Női diszkoszvetés                    |
| Ezüst | Volodimir Szinyavszkij | Birkózás      | Szabadfogás, 67 kg                   |
| Ezüst | Georgij Szhirtladze | Birkózás      | Szabadfogás, 79 kg                   |
| Ezüst | Alekszandr Berkutov Jurij Tyukalov | Evezés        | Férfi kétpárevezős                   |
| Ezüst | Antanas Bagdonavičius Zigmas Jukna Igor Rudakov | Evezés        | Férfi kormányos kettes               |
| Ezüst | Alekszandr Szilajev | Kajak-kenu    | Férfi kenu egyes 1000 m              |
| Ezüst | Nemzeti válogatott Jurij Kornyejev Jānis Krūmiņš Guram Minasvili Valdis Muižnieks Cēzars Ozers Alekszandr Petrov Mihail Szemjonov Vladimer Ugrehelidze Maigonis Valdmanis Albert Valtyin Gennagyij Volnov Viktor Zubkov | Kosárlabda    | Férfi                                |
| Ezüst | Szergej Szivko | Ökölvívás     | Légsúly                              |
| Ezüst | Jurij Radonyak | Ökölvívás     | Váltósúly                            |
| Ezüst | Igor Novikov Hanno Selg Nyikolaj Tatarinov | Öttusa        | Csapat                               |
| Ezüst | Mahmud Umarov | Sportlövészet | Férfi szabadpisztoly                 |
| Ezüst | Marat Nyijazov | Sportlövészet | Férfi sportpuska összetett           |
| Ezüst | Trofim Lomakin | Súlyemelés    | 90 kg                                |
| Ezüst | Borisz Sahlin | Torna         | Férfi gyűrű                          |
| Ezüst | Jurij Tyitov | Torna         | Férfi talaj                          |
| Ezüst | Albert Azarján Valerij Kergyemeligyi Nyikolaj Miligulo Vlagyimir Portnoj Borisz Sahlin Jurij Tyitov | Torna         | Férfi csapat összetett               |
| Ezüst | Larisza Latinyina | Torna         | Női felemás korlát                   |
| Ezüst | Larisza Latinyina | Torna         | Női gerenda                          |
| Ezüst | Polina Asztahova | Torna         | Női talaj                            |
| Ezüst | Szofja Muratova | Torna         | Női ugrás                            |
| Ezüst | Szofja Muratova | Torna         | Női egyéni összetett                 |
| Ezüst | Aleksander Tšutšelov | Vitorlázás    | Finn dingi                           |
| Ezüst | Jurij Sziszikin | Vívás         | Férfi tőr, egyéni                    |
| Ezüst | Valentyina Rasztvorova | Vívás         | Női tőr, egyéni                      |
| Ezüst | Nemzeti válogatott Viktor Agejev Givi Csikvanaia Leri Gogoladze Borisz Gojhman Jurij Grigorovszkij Anatolij Kartasov Vjacseszlav Kurennoj Pjotr Msvenyieradze Vlagyimir Novikov Jevgenyij Szalcin Vlagyimir Szemjonov   | Vízilabda     | Férfi                                |
| Bronz | Szemjon Rzsiscsin | Atlétika      | Férfi 3000 m akadály                 |
| Bronz | Igor Tyer-Ovaneszjan | Atlétika      | Férfi távolugrás                     |
| Bronz | Vitold Krejer | Atlétika      | Férfi hármasugrás                    |
| Bronz | Vaszilij Kuznyecov | Atlétika      | Férfi tízpróba                       |
| Bronz | Birutė Kalėdienė | Atlétika      | Női gerelyhajítás                    |
| Bronz | Konsztantyin Virupajev | Birkózás      | Kötöttfogás, 62 kg                   |
| Bronz | Givi Kartozija | Birkózás      | Kötöttfogás, 87 kg                   |
| Bronz | Vlagyimir Rubasvili | Birkózás      | Szabadfogás, 62 kg                   |
| Bronz | Anatolij Albul | Birkózás      | Szabadfogás, 87 kg                   |
| Bronz | Szavkuz Dzaraszov | Birkózás      | Szabadfogás, +87 kg                  |
| Bronz | Igor Ahremcsik Jurij Bacsurov Valentyin Morkovkin Anatolij Tarabrin | Evezés        | Férfi kormányos nélküli négyes       |
| Bronz | Viktor Kapitonov Jevgenyij Klevcov Jurij Melihov Alekszej Petrov | Kerékpározás  | Férfi csapat időfutam                |
| Bronz | Rosztyiszlav Vargaskin | Kerékpározás  | Férfi egyéni időfutam                |
| Bronz | Vlagyimir Leonov Borisz Vasziljev | Kerékpározás  | Férfi kétüléses tandem               |
| Bronz | Arnold Belgardt Leonyid Kolumbet Sztanyiszlav Moszkvin Viktor Romanov | Kerékpározás  | Férfi csapat üldözőverseny           |
| Bronz | Nyinel Krutova | Műugrás       | Női egyéni toronyugrás               |
| Bronz | Borisz Lagutyin | Ökölvívás     | Nagyváltósúly                        |
| Bronz | Jevgenyij Feofanov | Ökölvívás     | Középsúly                            |
| Bronz | Alekszandr Zabelin | Sportlövészet | Férfi gyorstüzelő pisztoly           |
| Bronz | Vaszilij Boriszov | Sportlövészet | Férfi szabadpuska, összetett (300 m) |
| Bronz | Szergej Kalinyin | Sportlövészet | Férfi trap                           |
| Bronz | Borisz Sahlin | Torna         | Férfi nyújtó                         |
| Bronz | Vlagyimir Portnoj | Torna         | Férfi ugrás                          |
| Bronz | Jurij Tyitov | Torna         | Férfi egyéni összetett               |
| Bronz | Tamara Ljuhina | Torna         | Női felemás korlát                   |
| Bronz | Szofja Muratova | Torna         | Női gerenda                          |
| Bronz | Tamara Ljuhina | Torna         | Női talaj                            |
| Bronz | Larisza Latinyina | Torna         | Női ugrás                            |
| Bronz | Polina Asztahova | Torna         | Női egyéni összetett                 |
| Bronz | Bruno Habārovs | Vívás         | Férfi párbajtőr, egyéni              |
| Bronz | Arnold Csarnusevics Valentin Csernikov Bruno Habārovs Guram Kosztava Aljakszandr Pavlovszki | Vívás         | Férfi párbajtőr, csapat              |

## Atlétika
Férfi
| Versenyző                                                                | Versenyszám     | Előfutam | Előfutam | Negyeddöntő | Negyeddöntő | Elődöntő      | Elődöntő      | Döntő     | Döntő    |
| Versenyző                                                                | Versenyszám     | Idő      | Hely.    | Idő         | Hely.       | Idő           | Hely.         | Idő       | Helyezés |
| ------------------------------------------------------------------------ | --------------- | -------- | -------- | ----------- | ----------- | ------------- | ------------- | --------- | -------- |
| Guszman Koszanov                                                         | 100 m           | 10,7     | 2.       | 10,7        | 6.          | kiesett       | kiesett       | kiesett   | kiesett  |
| Edvīns Ozoliņš                                                           | 100 m           | 10,7     | 3.       | 10,7        | 6.          | kiesett       | kiesett       | kiesett   | kiesett  |
| Jurij Konovalov                                                          | 100 m           | 10,7     | 3.       | 10,5        | 6.          | kiesett       | kiesett       | kiesett   | kiesett  |
| Jurij Konovalov                                                          | 200 m           | 21,4     | 3.       | 21,3        | 5.          | kiesett       | kiesett       | kiesett   | kiesett  |
| Vadim Arkhipchuk                                                         | 200 m           | 21,5     | 2.       | 21,5        | 5.          | kiesett       | kiesett       | kiesett   | kiesett  |
| Leonyid Bartenyev                                                        | 200 m           | 21,8     | 2.       | 21,5        | 5.          | kiesett       | kiesett       | kiesett   | kiesett  |
| Konstantin Grachev                                                       | 400 m           | 49,3     | 3.       | 47,6        | 6.          | kiesett       | kiesett       | kiesett   | kiesett  |
| Valery Bulyshev                                                          | 800 m           | 1:51,7   | 2.       | 1:50,6      | 5.          | kiesett       | kiesett       | kiesett   | kiesett  |
| Abram Kryvosheiev                                                        | 800 m           | 1:53,4   | 1.       | 1:51,2      | 2.          | 1:48,1        | 5.            | kiesett   | kiesett  |
| Vasily Savinkov                                                          | 800 m           | 1:51,4   | 4.       | kiesett     | kiesett     | kiesett       | kiesett       | kiesett   | kiesett  |
| Yevgeny Momotkov                                                         | 1500 m          | 3:43,6   | 5.       |             |             |               |               | kiesett   | kiesett  |
| Aleksandr Artynyuk                                                       | 5000 m          | 14:09,4  | 3.       |             |             |               |               | 14:08,0   | 9.       |
| Boris Yefimov                                                            | 5000 m          | 14:14,6  | 5.       |             |             |               |               | kiesett   | kiesett  |
| Yury Zakharov                                                            | 5000 m          | 14:10,2  | 4.       |             |             |               |               | kiesett   | kiesett  |
| Pjotr Bolotnyikov                                                        | 10 000 m        |          | 28:32,2  |             |             |               |               |           |          |
| Aleksey Desyatchikov                                                     | 10 000 m        |          | 28:39,6  | 4.          |             |               |               |           |          |
| Yevgeny Zhukov                                                           | 10 000 m        |          | 29:50,2  | 16.         |             |               |               |           |          |
| Mykola Berezutskiy                                                       | 110 m gát       | 14,3     | 2.       | 14,4        | 3.          | 14,6          | 6.            | kiesett   | kiesett  |
| Valentin Chistyakov                                                      | 110 m gát       | 14,3     | 2.       | 14,3        | 2.          | 14,3          | 3.            | 14,6      | 6.       |
| Anatolij Mihajlov                                                        | 110 m gát       | 14,4     | 1.       | 13,9        | 2.          | nem ért célba | nem ért célba | kiesett   | kiesett  |
| Georgy Chevychalov                                                       | 400 m gát       | 51,8     | 1.       |             | 52,0        | 4.            | kiesett       | kiesett   |          |
| Boris Kriunov                                                            | 400 m gát       | 52,5     | 3.       |             | kiesett     | kiesett       | kiesett       | kiesett   |          |
| Arnold Matsulevych                                                       | 400 m gát       | 52,9     | 3.       |             | kiesett     | kiesett       | kiesett       | kiesett   |          |
| Aleksey Konov                                                            | 3000 m akadály  | 8:50,0   | 3.       |             |             |               |               | 9:18,2    | 8.       |
| Szemjon Rzsiscsin                                                        | 3000 m akadály  | 8:48,0   | 1.       |             |             |               |               | 8:42,2    |          |
| Nyikolaj Szokolov                                                        | 3000 m akadály  | 8:43,2   | 1.       |             |             |               |               | 8:36,4    |          |
| Sergei Popov                                                             | Maraton         |          |          |             |             |               |               | 2:19:18,8 | 5.       |
| Nikolay Rumyantsev                                                       | Maraton         |          |          |             |             |               |               | 2:21:49,4 | 11.      |
| Konstantin Vorobyov                                                      | Maraton         |          |          |             |             |               |               | 2:19:09,6 | 4.       |
| Vlagyimir Golubnyicsij                                                   | 20 km gyaloglás |          |          |             |             |               |               | 1:34:07,2 |          |
| Gennady Solodov                                                          | 20 km gyaloglás |          |          |             |             |               |               | kizárták  | kizárták |
| Anatoly Vedyakov                                                         | 20 km gyaloglás |          |          |             |             |               |               | kizárták  | kizárták |
| Anatoly Vedyakov                                                         | 50 km gyaloglás |          |          |             |             |               |               | 4:39:57,6 | 9.       |
| Grigory Klimov                                                           | 50 km gyaloglás |          |          |             |             |               |               | kizárták  | kizárták |
| Olekszandr Scserbina                                                     | 50 km gyaloglás |          |          |             |             |               |               | 4:31:44,0 | 4.       |
| Guszman Koszanov Leonyid Bartenyev Jurij Konovalov Edvīns Ozoliņš        | 4 × 100 m váltó | 40,2     | 2.       |             | 40,2        | 3.            | 40,1          |           |          |
| Konstantin Grachev Boris Kriunov Vladimir Polyanichev Arnold Matsulevych | 4 × 400 m váltó | 3:12,1   | 5.       |             | kiesett     | kiesett       | kiesett       | kiesett   |          |

| Versenyző            | Versenyszám   | Selejtező | Selejtező | Döntő    | Döntő    |
| Versenyző            | Versenyszám   | Eredmény  | Helyezés  | Eredmény | Helyezés |
| -------------------- | ------------- | --------- | --------- | -------- | -------- |
| Viktor Bolshov       | Magasugrás    | 200 cm    | =2.       | 214 cm   | 4.       |
| Valerij Brumel       | Magasugrás    | 200 cm    | =13.      | 216 cm   |          |
| Robert Savlakadze    | Magasugrás    | 200 cm    | =4.       | 216 cm   |          |
| Jānis Krasovskis     | Rúdugrás      | 440 cm    | 10.       | 430 cm   | 13.      |
| Ihor Petrenko        | Rúdugrás      | 440 cm    | =8.       | 450 cm   | =6.      |
| Dmytro Bondarenko    | Távolugrás    | 749 cm    | 9.        | 758 cm   | 8.       |
| Revaz Kvachakidze    | Távolugrás    | 682 cm    | 40.       | kiesett  | kiesett  |
| Igor Tyer-Oveneszjan | Távolugrás    | 779 cm    | 2.        | 804 cm   |          |
| Vlagyimir Gorjaev    | Hármasugrás   | 16,21 m   | 2.        | 16,63 m  |          |
| Vitold Krejer        | Hármasugrás   | 15,56 m   | 15.       | 16,43 m  |          |
| Yevgeny Mikhaylov    | Hármasugrás   | 15,68 m   | 9.        | 15,67 m  | 10.      |
| Viktor Lipsnis       | Súlylökés     | 17,65 m   | =1.       | 17,90 m  | 4.       |
| Kim Bukhantsov       | Diszkoszvetés | 53,08 m   | 12.       | 53,61 m  | 8.       |
| Viktor Kompaniyets   | Diszkoszvetés | 52,66 m   | 18.       | 55,06 m  | 6.       |
| Vladimir Trusenyov   | Diszkoszvetés | 54,31 m   | 6.        | 52,93 m  | 15.      |
| Yury Nikulin         | Kalapácsvetés | 60,40 m   | 15.       | 63,10 m  | 10.      |
| Vaszilij Rugyenkov   | Kalapácsvetés | 67,03 m   | 1.        | 67,10 m  |          |
| Anatolij Szamocvetov | Kalapácsvetés | 64,67 m   | 3.        | 63,60 m  | 7.       |
| Mart Paama           | Gerelyhajítás | 76,36 m   | 6.        | 74,56 m  | 11.      |
| Ivan Sivoplyasov     | Gerelyhajítás | 73,85 m   | 14.       | kiesett  | kiesett  |
| Viktor Cibulenko     | Gerelyhajítás | 79,70 m   | 3.        | 84,64 m  |          |

| Versenyző          | Versenyszám | 100 m | 100 m | Távolugrás | Távolugrás | Súlylökés | Súlylökés | Magasugrás | Magasugrás | 400 m | 400 m | 110 m gát | 110 m gát | Diszkoszvetés | Diszkoszvetés | Rúdugrás | Rúdugrás | Gerelyhajítás    | Gerelyhajítás    | 1500 m        | 1500 m        | Végeredmény   | Végeredmény   |
| Versenyző          | Versenyszám | Idő   | Pont  | Eredmény   | Pont       | Eredmény  | Pont      | Eredmény   | Pont       | Idő   | Pont  | Idő       | Pont      | Eredmény      | Pont          | Eredmény | Pont     | Eredmény         | Pont             | Idő           | Pont          | Pont          | Helyezés      |
| ------------------ | ----------- | ----- | ----- | ---------- | ---------- | --------- | --------- | ---------- | ---------- | ----- | ----- | --------- | --------- | ------------- | ------------- | -------- | -------- | ---------------- | ---------------- | ------------- | ------------- | ------------- | ------------- |
| Yuriy Dyachkov     | Tízpróba    | 11,6  | 707   | 712 cm     | 825        | 13,22 m   | 692       | 185 cm     | 832        | 50,7  | 793   | 15,3      | 740       | 37,87 m       | 569           | 380 cm   | 645      | nem állt rajthoz | nem állt rajthoz | nem ért célba | nem ért célba | nem ért célba | nem ért célba |
| Yuriy Kutenko      | Tízpróba    | 11,4  | 768   | 693 cm     | 764        | 13,97 m   | 767       | 180 cm     | 770        | 51,1  | 765   | 15,6      | 673       | 45,63 m       | 795           | 420 cm   | 855      | 71,44 m          | 1031             | 4:44,2        | 379           | 7567          | 4.            |
| Vaszilij Kuznyecov | Tízpróba    | 11,1  | 870   | 696 cm     | 773        | 14,46 m   | 817       | 175 cm     | 711        | 50,2  | 828   | 15,0      | 813       | 50,52 m       | 972           | 390 cm   | 695      | 71,20 m          | 1024             | 4:53,8        | 306           | 7809          |               |

Női
| Versenyző                                                      | Versenyszám     | Előfutam | Előfutam | Negyeddöntő | Negyeddöntő | Elődöntő | Elődöntő | Döntő   | Döntő    |
| Versenyző                                                      | Versenyszám     | Idő      | Hely.    | Idő         | Hely.       | Idő      | Hely.    | Idő     | Helyezés |
| -------------------------------------------------------------- | --------------- | -------- | -------- | ----------- | ----------- | -------- | -------- | ------- | -------- |
| Vera Krepkina                                                  | 100 m           | 11,8     | 1.       | 12,0        | 2.          | 12,0     | 6.       | kiesett | kiesett  |
| Mariya Itkina                                                  | 100 m           | 11,7     | 1.       | 11,7        | 1.          | 11,7     | 2.       | 11,4    | 4.       |
| Mariya Itkina                                                  | 200 m           | 24,0     | 2.       |             | 24,6        | 3.       | 24,7     | 4.      |          |
| Valentina Maslovskaya                                          | 200 m           | 24,0     | 2.       |             | 24,6        | 6.       | kiesett  | kiesett |          |
| Ljudmila Szamotyoszova                                         | 200 m           | 24,7     | 4.       |             | kiesett     | kiesett  | kiesett  | kiesett |          |
| Ljudmilla Sevcova-Liszenko                                     | 800 m           | 2:09,2   | 1.       |             |             |          |          | 2:04,3  |          |
| Zinaida Matistovich                                            | 800 m           | 2:11,4   | 3.       |             |             |          |          | kiesett | kiesett  |
| Yekaterina Parlyuk                                             | 800 m           | 2:07,5   | 4.       |             |             |          |          | kiesett | kiesett  |
| Galina Bisztrova                                               | 80 m gát        | 11,1     | 2.       |             | 11,0        | 1.       | 11,2     | 5.      |          |
| Rimma Koshelyova                                               | 80 m gát        | 11,1     | 1.       |             | 11,1        | 3.       | 11,2     | 6.      |          |
| Irina Pressz                                                   | 80 m gát        | 10,7     | 1.       |             | 10,6        | 1.       | 10,8     |         |          |
| Vera Krepkina Valentina Maslovskaya Mariya Itkina Irina Pressz | 4 × 100 m váltó | 45,0     | 2.       |             |             |          |          | 45,2    | 4.       |

| Versenyző            | Versenyszám   | Selejtező | Selejtező | Döntő    | Döntő    |
| Versenyző            | Versenyszám   | Eredmény  | Helyezés  | Eredmény | Helyezés |
| -------------------- | ------------- | --------- | --------- | -------- | -------- |
| Valentina Ballod     | Magasugrás    | 165 cm    | =2.       | 165 cm   | 15.      |
| Taiszija Csencsik    | Magasugrás    | 165 cm    | =10.      | 168 cm   | 5.       |
| Galina Dolya         | Magasugrás    | 165 cm    | =14.      | 171 cm   | 4.       |
| Vera Krepkina        | Távolugrás    | 614 cm    | 3.        | 637 cm   |          |
| Liudmyla Radchenko   | Távolugrás    | 583 cm    | 16.       | 616 cm   | 5.       |
| Valentina Shaprunova | Távolugrás    | 580 cm    | =18.      | 601 cm   | 8.       |
| Zinaida Doynikova    | Súlylökés     | 15,10 m   | 7.        | 16,13 m  | 5.       |
| Galina Zibina        | Súlylökés     | 15,03 m   | 8.        | 15,56 m  | 7.       |
| Tamara Pressz        | Súlylökés     | 16,00 m   | 3.        | 17,32 m  |          |
| Tamara Pressz        | Diszkoszvetés | 51,47 m   | 3.        | 52,59 m  |          |
| Yevgeniya Kuznetsova | Diszkoszvetés | 49,36 m   | 7.        | 51,43 m  | 5.       |
| Nyina Ponomarjova    | Diszkoszvetés | 53,68 m   | 1.        | 55,10 m  |          |
| Birutė Kalėdienė     | Gerelyhajítás | 48,59 m   | 10.       | 53,45 m  |          |
| Elvīra Ozoliņa       | Gerelyhajítás | 53,25 m   | 1.        | 55,98 m  |          |
| Alevtina Shastitko   | Gerelyhajítás | 48,91 m   | 9.        | 50,92 m  | 8.       |

## Birkózás
Kötöttfogású
| Versenyző              | Versenyszám | 1. forduló                           | 1. forduló | 1. forduló | 2. forduló                         | 2. forduló | 2. forduló | 3. forduló                         | 3. forduló | 3. forduló | 4. forduló                            | 4. forduló | 4. forduló | 5. forduló                            | 5. forduló | 5. forduló | 6. forduló                 | 6. forduló | 6. forduló | Döntő                            | Döntő   | Döntő   | Helyezés |
| Versenyző              | Versenyszám | Ellenfél Eredmény                    | Pont       | Hely.      | Ellenfél Eredmény                  | Pont       | Hely.      | Ellenfél Eredmény                  | Pont       | Hely.      | Ellenfél Eredmény                     | Pont       | Hely.      | Ellenfél Eredmény                     | Pont       | Hely.      | Ellenfél Eredmény          | Pont       | Hely.      | Ellenfél Eredmény                | Pont    | Hely.   | Helyezés |
| ---------------------- | ----------- | ------------------------------------ | ---------- | ---------- | ---------------------------------- | ---------- | ---------- | ---------------------------------- | ---------- | ---------- | ------------------------------------- | ---------- | ---------- | ------------------------------------- | ---------- | ---------- | -------------------------- | ---------- | ---------- | -------------------------------- | ------- | ------- | -------- |
| Ivan Kocsergin         | 52 kg       | Kazim Gedik (TUR) · kétvállas        | 0          | =1.        | John Wilson (USA) · 2-2            | 2          | =2.        | Dumitru Pîrvulescu (ROU) · 2-2     | 4          | =5.        | Osman El-Sayed (RAU) · 1-3            | 5          | =3.        |                                       |            |            |                            |            |            | Mohammad Paziraei (IRI) · 3-1    | 8       | =5.     | 5.       |
| Oleg Karavajev         | 57 kg       | John Tveiten (NOR) · kétvállas       | 0          | =1.        | Aimé Verhoeven (BEL) · kétvállas   | 0          | 1.         | Stipan Dora (YUG) · 1-3            | 1          | 1.         | Michel Nakouzi (LIB) · 1-3            | 2          | 1.         | Icsigucsi Maszamicu (JPN) · kétvállas | 2          | 1.         |                            |            |            | Ion Cernea (ROU) · 1-3           | 3       | 1.      |          |
| Konsztantyin Virupajev | 62 kg       | Johann Marte (AUT) · 2-2             | 2          | =13.       | Vojislav Gološin (YUG) · kétvállas | 2          | =6.        | erőnyerő                           | 2          | =3.        | Polyák Imre (HUN) · 3-1               | 5          | 7.         | Hossein Ebrahimian (IRI) · kétvállas  | 5          | =3.        | Umberto Trippa (ITA) · 1-3 | 6          | 3.         | kiesett                          | kiesett | kiesett |          |
| Avtandil Koridse       | 67 kg       | Mario De Silva (ITA) · 1-3           | 1          | =3.        | Ben Northrup (USA) · 1-3           | 2          | =3.        | Kyösti Lehtonen (FIN) · 2-2        | 4          | =3.        | Anastasios Mousidis (GRE) · kétvállas | 4          | =2.        | Dimitar Stoyanov (BUL) · 1-3          | 5          | 2.         |                            |            |            | Branislav Martinović (YUG) · 1-3 | 6       | 1.      |          |
| Hrihorij Hamarnik      | 73 kg       | Bjarne Ansbøl (DEN) · 1-3            | 1          | =5.        | Harald Barlie (NOR) · 1-3          | 2          | =4.        | Sachihiko Takeda (JPN) · kétvállas | 2          | =1.        | Kiril Petkov (BUL) · kétvállas        | 2          | =1.        | Stevan Horvat (YUG) · 3-1             | 5          | =3.        | Mithat Bayrak (TUR) · 2-2  | 7          | 5.         | kiesett                          | kiesett | kiesett | 5.       |
| Nikolay Chuchalov      | 79 kg       | Leopold Israelsson (SWE) · kétvállas | 0          | =1.        | Dimitar Dobrev (BUL) · 3-1         | 3          | =10.       | Albert Michiels (BEL) · 1-3        | 4          | =8.        | Yacoub Romanos (LIB) · kétvállas      | 4          | 5.         | Lothar Metz (EUA) · 3-1               | 7          | =5.        | kiesett                    | kiesett    | kiesett    | kiesett                          | kiesett | kiesett | 5.       |
| Givi Kartozija         | 87 kg       | Howard George (USA) · 1-3            | 1          | =4.        | Antero Vanhanen (FIN) · 1-3        | 2          | =2.        | Herbert Albrecht (EUA) · 1-3       | 3          | =2.        | Gheorghe Popovici (ROU) · 1-3         | 4          | =2.        | Piti Péter (HUN) · 1-3                | 5          | =1.        |                            |            |            | Tevfik Kiş (TUR) · 3-1           | 8       | 3.      |          |
| Ivan Bohdan            | +87 kg      | Tan Tarı (TUR) · kétvállas           | 0          | =1.        | Wilfried Dietrich (EUA) · 2-2      | 2          | =3.        | Ragnar Svensson (SWE) · kétvállas  | 2          | 1.         |                                       |            |            |                                       |            |            |                            |            |            | Bohumil Kubát (TCH) · 2-2        | 4       | 1.      |          |

Szabadfogású
| Versenyző              | Versenyszám | 1. forduló                             | 1. forduló | 1. forduló | 2. forduló                             | 2. forduló | 2. forduló | 3. forduló                         | 3. forduló | 3. forduló | 4. forduló                           | 4. forduló | 4. forduló | 5. forduló                          | 5. forduló | 5. forduló | 6. forduló                  | 6. forduló | 6. forduló | Döntő                               | Döntő   | Döntő   | Helyezés |
| Versenyző              | Versenyszám | Ellenfél Eredmény                      | Pont       | Hely.      | Ellenfél Eredmény                      | Pont       | Hely.      | Ellenfél Eredmény                  | Pont       | Hely.      | Ellenfél Eredmény                    | Pont       | Hely.      | Ellenfél Eredmény                   | Pont       | Hely.      | Ellenfél Eredmény           | Pont       | Hely.      | Ellenfél Eredmény                   | Pont    | Hely.   | Helyezés |
| ---------------------- | ----------- | -------------------------------------- | ---------- | ---------- | -------------------------------------- | ---------- | ---------- | ---------------------------------- | ---------- | ---------- | ------------------------------------ | ---------- | ---------- | ----------------------------------- | ---------- | ---------- | --------------------------- | ---------- | ---------- | ----------------------------------- | ------- | ------- | -------- |
| Ali Aliyev             | 52 kg       | Faiz Khakshar (AFG) · kétvállas        | 0          | =1.        | Bengt Frännfors (SWE) · kétvállas      | 0          | =1.        | Ahmet Bilek (TUR) · 1-3            | 1          | =2.        | Gray Simons (USA) · 3-1              | 4          | =4.        | Ebrahim Szeifpour (IRI) · kétvállas | 8          | =5.        | kiesett                     | kiesett    | kiesett    | kiesett                             | kiesett | kiesett | 6.       |
| Mihail Sahov           | 57 kg       | Tauno Jaskari (FIN) · 2-2              | 2          | =9.        | Hüseyin Akbaş (TUR) · 1-3              | 3          | =7.        | Muhammad Siraj-Din (PAK) · 1-3     | 4          | =6.        | Fred Kämmerer (EUA) · kétvállas      | 4          | =3.        | Terrence McCann (USA) · kétvállas   | 8          | 6.         |                             |            |            | kiesett                             | kiesett | kiesett | 6.       |
| Vlagyimir Rubasvili    | 62 kg       | Mohammad Khadem (IRI) · kétvállas      | 0          | =1.        | Meinrad Ernst (SUI) · kétvállas        | 0          | =1.        | Erkki Penttilä (FIN) · kétvállas   | 0          | 1.         | Muhammad Akhtar (PAK) · 3-1          | 3          | 4.         | Tamiji Sato (JPN) · 1-3             | 4          | 3.         | Sztancso Ivanov (BUL) · 3-1 | 7          | =3.        | kiesett                             | kiesett | kiesett |          |
| Vlagyimir Szinyavszkij | 67 kg       | Jan Kuczyński (POL) · 1-3              | 1          | =4.        | Tóth Gyula (HUN) · kétvállas           | 1          | =1.        | Enyu Valcsev (BUL) · 1-3           | 2          | 2.         | Shelby Wilson (USA) · 3-1            | 5          | =5.        | Garibaldo Nizzola (ITA) · kétvállas | 5          | =2.        |                             |            |            | erőnyerő                            | 5       | 2.      |          |
| Vahtang Balavadze      | 73 kg       | İsmail Oğan (TUR) · 3-1                | 3          | =13.       | Udey Chand (IND) · 1-3                 | 4          | =9.        | Martin Heinze (EUA) · 2-2          | 6          | =11.       | kiesett                              | kiesett    | kiesett    | kiesett                             | kiesett    | kiesett    |                             |            |            | kiesett                             | kiesett | kiesett | 11.      |
| Georgij Szhirtladze    | 79 kg       | Mohammad Asif Kohkan (AFG) · kétvállas | 0          | =1.        | Georg Utz (EUA) · kétvállas            | 0          | =1.        | Ed DeWitt (USA) · 3-1              | 3          | =2.        | Madho Singh (IND) · 1-3              | 4          | =2.        |                                     |            |            |                             |            |            | Hans Antonsson (SWE) · 2-2          | 6       | 2.      |          |
| Anatolij Albul         | 87 kg       | Eugen Holzherr (SUI) · 1-3             | 1          | =5.        | Valcho Kostov (BUL) · 1-3              | 2          | =6.        | César Ferreras (VEN) · kétvállas   | 2          | =2.        | İsmet Atlı (TUR) · 3-1               | 5          | =5.        | Daniel Brand (USA) · 1-3            | 6          | =3.        |                             |            |            | Viking Palm (SWE) · 2-2             | 8       | 3.      |          |
| Szavkuz Dzaraszov      | +87 kg      | Kaoru Ishiguro (JPN) · kétvállas       | 0          | =1.        | Yaqub-Ali Shourvarzi (IRI) · kétvállas | 0          | =1.        | Bertil Antonsson (SWE) · kétvállas | 0          | =1.        | Pietro Marascalchi (ITA) · kétvállas | 0          | 1.         | Hamit Kaplan (TUR) · 2-2            | 2          | 2.         |                             |            |            | Wilfried Dietrich (EUA) · kétvállas | 6       | 3.      |          |

## Evezés
| Versenyző | Versenyszám              | Előfutam | Előfutam | Vigaszág | Vigaszág | Elődöntő | Elődöntő | Döntő   | Döntő   | Helyezés    |
| Versenyző | Versenyszám              | Idő      | Hely.    | Idő      | Hely.    | Idő      | Hely.    | Idő     | Hely.   | Helyezés    |
| --- | ------------------------ | -------- | -------- | -------- | -------- | -------- | -------- | ------- | ------- | ----------- |
| Vjacseszlav Ivanov | Egypárevezős             | 7:22,20  | 1.       | erőnyerő | erőnyerő |          |          | 7:13,96 | 1.      |             |
| Alekszandr Berkutov Jurij Tyukalov | Kétpárevezős             | 6:51,98  | 2.       | 6:55,91  | 1.       |          |          | 6:50,49 | 2.      |             |
| Valentyin Borejko Oleg Golovanov | Kormányos nélküli kettes | 7:02,88  | 1.       | erőnyerő | erőnyerő | 7:31,00  | 2.       | 7:02,01 | 1.      |             |
| Antanas Bagdonavičius Zigmas Jukna Igor Rudakov (kormányos)                                                                                              | Kormányos kettes         | 7:31,70  | 1.       | erőnyerő | erőnyerő |          |          | 7:30,17 | 2.      |             |
| Igor Аhremcsik Jurij Bacsurov Valentyin Morkovkin Anatolij Tarabrin                                                                                      | Kormányos nélküli négyes | 6:29,41  | 1.       | erőnyerő | erőnyerő |          |          | 6:29,62 | 3.      |             |
| Oleg Aleksandrov Igor Khokhlov Boris Fyodorov Valentin Zanin Igor Rudakov (kormányos)                                                                    | Kormányos négyes         | 6:38,76  | 1.       | erőnyerő | erőnyerő | 7:03,26  | 3.       | 6:45,67 | 4.      | 4.          |
| Mikhail Balenkov Viktor Barinov Viktor Bogachev Voldemar Dundur Nikolay Gomolko Boris Gorokhov Leonid Ivanov Vladimir Malik Jurij Lorencszon (kormányos) | Nyolcas                  | 6:09,65  | 4.       | 6:21,88  | 2.       |          |          | kiesett | kiesett | helyezetlen |

## Kajak-kenu
Férfi
| Versenyző                                                            | Versenyszám           | Előfutam | Előfutam | Vigaszág | Vigaszág | Elődöntő | Elődöntő | Döntő   | Döntő    |
| Versenyző                                                            | Versenyszám           | Idő      | Hely.    | Idő      | Hely.    | Idő      | Hely.    | Idő     | Helyezés |
| -------------------------------------------------------------------- | --------------------- | -------- | -------- | -------- | -------- | -------- | -------- | ------- | -------- |
| Ibragim Khasanov                                                     | Kajak egyes 1000 m    | 4:06,14  | 1.       | erőnyerő | erőnyerő | 4:05,87  | 2.       | 3:56,38 | 4.       |
| Mykolas Rudzinskas Ivan Golovatzsov                                  | Kajak kettes 1000 m   | 3:39,98  | 4.       | 3:45,33  | 1.       | 3:46,87  | 1.       | 3:37,48 | 4.       |
| Igor Piszarev Anatoly Kononenko Fyodor Lyakhovsky Vlagyimir Nataluha | Kajak váltó 4 × 500 m | 8:00,36  | 2.       | erőnyerő | erőnyerő | 7:53,86  | 1.       | 7:50,72 | 5.       |
| Alekszandr Szilajev                                                  | Kenu egyes 1000 m     | 4:41,81  | 1.       | erőnyerő | erőnyerő | 4:36,89  | 1.       | 4:34,41 |          |
| Leonyid Gejstor Szerhej Makarenko                                    | Kenu kettes 1000 m    | 4:27,29  | 1.       | erőnyerő | erőnyerő |          |          | 4:17,04 |          |

Női
| Versenyző                          | Versenyszám        | Előfutam | Előfutam | Vigaszág | Vigaszág | Elődöntő | Elődöntő | Döntő   | Döntő    |
| Versenyző                          | Versenyszám        | Idő      | Hely.    | Idő      | Hely.    | Idő      | Hely.    | Idő     | Helyezés |
| ---------------------------------- | ------------------ | -------- | -------- | -------- | -------- | -------- | -------- | ------- | -------- |
| Antonyina Szeregyina               | Kajak egyes 500 m  | 2:08,82  | 1.       | erőnyerő | erőnyerő | 2:07,20  | 1.       | 2:08,08 |          |
| Marija Subina Antonyina Szeregyina | Kajak kettes 500 m | 1:55,93  | 1.       | erőnyerő | erőnyerő |          |          | 1:54,76 |          |

## Kerékpározás

### Országúti kerékpározás
| Versenyző                                                        | Versenyszám     | Idő             | Helyezés |
| ---------------------------------------------------------------- | --------------- | --------------- | -------- |
| Viktor Kapitonov                                                 | Mezőnyverseny   | 4:20:37         |          |
| Jevgenyij Klevcov                                                | Mezőnyverseny   | 4:20:57 (+0:20) | 33.      |
| Jurij Melihov                                                    | Mezőnyverseny   | 4:20:57 (+0:20) | 4.       |
| Gaynan Saydkhuzhin                                               | Mezőnyverseny   | 4:20:57 (+0:20) | 34.      |
| Viktor Kapitonov Jevgenyij Klevcov Jurij Melihov Alekszej Petrov | Csapat időfutam | 2:18:41,67      |          |

### Pálya-kerékpározás
Sprintverseny
| Versenyző        | Versenyszám  | 1. forduló                                             | 1. forduló | Vigaszág selejtező          | Vigaszág selejtező | Vigaszág döntő                                   | Vigaszág döntő | Nyolcaddöntő                                          | Nyolcaddöntő | Vigaszág selejtező                                     | Vigaszág selejtező | Vigaszág döntő       | Vigaszág döntő | Negyeddöntő          | Elődöntő             | Döntő                | Helyezés    |
| Versenyző        | Versenyszám  | Ellenfelek Győztes idő                                 | Hely.      | Ellenfél Győztes idő        | Hely.              | Ellenfelek Győztes idő                           | Hely.          | Ellenfelek Győztes idő                                | Hely.        | Ellenfelek Győztes idő                                 | Hely.              | Ellenfél Győztes idő | Hely.          | Ellenfél Győztes idő | Ellenfél Győztes idő | Ellenfél Győztes idő | Helyezés    |
| ---------------- | ------------ | ------------------------------------------------------ | ---------- | --------------------------- | ------------------ | ------------------------------------------------ | -------------- | ----------------------------------------------------- | ------------ | ------------------------------------------------------ | ------------------ | -------------------- | -------------- | -------------------- | -------------------- | -------------------- | ----------- |
| Imants Bodnieks  | Férfi egyéni | Lloyd Binch (GBR) · Piet van der Touw (NED) · 12,0     | 2.         | Michael Horgan (IRL) · 11,7 | 1.                 | Anésio Argenton (BRA) · Luis Muciño (MEX) · 12,5 | 1.             | Sante Gaiardoni (ITA) · Günter Kaslowski (EUA) · 12,0 | 2.           | Ron Baensch (AUS) · Piet van der Touw (NED) · 12,1     | 3.                 | kiesett              | kiesett        | kiesett              | kiesett              | kiesett              | helyezetlen |
| Borisz Vasziljev | Férfi egyéni | Francisco Tortellá (ESP) · Michael Horgan (IRL) · 11,8 | 1.         |                             |                    |                                                  |                | August Rieke (EUA) · Piet van der Touw (NED) · 11,7   | 3.           | Valentino Gasparella (ITA) · Clyde Rimple (BWI) · 11,6 | 3.                 | kiesett              | kiesett        | kiesett              | kiesett              | kiesett              | helyezetlen |

Időfutam
| Versenyző              | Versenyszám  | Idő     | Helyezés |
| ---------------------- | ------------ | ------- | -------- |
| Rosztyiszlav Vargaskin | Férfi egyéni | 1:08,86 |          |

Tandem
| Versenyző                         | Versenyszám     | 1. forduló                                           | Vigaszág selejtező   | Vigaszág döntő       | Negyeddöntő                                                       | Elődöntő                                                                | Döntő                                                                        | Helyezés |
| Versenyző                         | Versenyszám     | Ellenfél Győztes idő                                 | Ellenfél Győztes idő | Ellenfél Győztes idő | Ellenfél Győztes idő                                              | Ellenfél Győztes idő                                                    | Ellenfél Győztes idő                                                         | Helyezés |
| --------------------------------- | --------------- | ---------------------------------------------------- | -------------------- | -------------------- | ----------------------------------------------------------------- | ----------------------------------------------------------------------- | ---------------------------------------------------------------------------- | -------- |
| Borisz Vasziljev Vlagyimir Leonov | Férfi kétüléses | Hollandia (NED) · Rinus Paul · Mees Gerritsen · 11,2 |                      |                      | Nagy-Britannia (GBR) · David Handley · Eric Thompson · 11,4, 10,5 | Egyesült Német Csapat (EUA) · Jürgen Simon · Lothar Stäber · 11,0, 11,0 | Bronzmérkőzés · Hollandia (NED) · Rinus Paul · Mees Gerritsen · visszaléptek |          |

Üldözőverseny
| Versenyző                                                             | Versenyszám  | Selejtező       | Selejtező | Selejtező | Negyeddöntő                                                                                 | Negyeddöntő | Negyeddöntő | Elődöntő                                                                                   | Elődöntő  | Elődöntő | Döntő | Döntő     | Helyezés |
| Versenyző                                                             | Versenyszám  | Ellenfél Idő    | Saját idő | Hely.     | Ellenfél Idő                                                                                | Saját idő   | Hely.       | Ellenfél Idő                                                                               | Saját idő | Hely.    | Ellenfél Idő                                                                                                 | Saját idő | Helyezés |
| --------------------------------------------------------------------- | ------------ | --------------- | --------- | --------- | ------------------------------------------------------------------------------------------- | ----------- | ----------- | ------------------------------------------------------------------------------------------ | --------- | -------- | --- | --------- | -------- |
| Arnold Belgardt Leonyid Kolumbet Sztanyiszlav Moszkvin Viktor Romanov | Férfi csapat | Ellenfél nélkül | 4:40,48   | 1.        | Hollandia (NED) · Jaap Oudkerk · Henk Nijdam · Theo Nikkessen · Piet van der Lans · 4:29,98 | 4:29,97     | 1.          | Olaszország (ITA) · Luigi Arienti · Franco Testa · Mario Vallotto · Marino Vigna · 4:28,88 | 4:33,01   | 2.       | Bronzmérkőzés · Franciaország (FRA) · Guy Claud · Marcel Delattre · Michel Nédélec · Jacques Suire · 4:35,72 | 4:34,05   |          |

## Kosárlabda
| Szovjet férfi kosárlabdacsapat-játékoskeret                                                               | Szovjet férfi kosárlabdacsapat-játékoskeret                                                                        |
| --- | --- |
| - Jurij Kornyejev - Jānis Krūmiņš - Guram Minasvili - Valdis Muižnieks - Cēzars Ozers - Alekszandr Petrov | - Mihail Szemjonov - Vladimer Ugrehelidze - Maigonis Valdmanis - Albert Valtyin - Gennagyij Volnov - Viktor Zubkov |

### Eredmények
Csoportkör
C csoport
| Csapat            | M | Gy | V | P+  | P–  | Pk  |
| ----------------- | - | -- | - | --- | --- | --- |
| Brazília (BRA)    | 3 | 3  | 0 | 213 | 198 | +15 |
| Szovjetunió (URS) | 3 | 2  | 1 | 220 | 170 | +50 |
| Mexikó (MEX)      | 3 | 1  | 2 | 189 | 210 | –21 |
| Puerto Rico (PUR) | 3 | 0  | 3 | 199 | 243 | –44 |

| 1960. augusztus 26. 10:30 | Szovjetunió (URS) | 66 – 49 | Mexikó (MEX) |  |
| 1960. augusztus 26. 10:30 | (28 – 17)         |         |              |  |

| 1960. augusztus 27. 21:30 | Brazília (BRA) | 58 – 54 | Szovjetunió (URS) |  |
| 1960. augusztus 27. 21:30 | (28 – 23)      |         |                   |  |

| 1960. augusztus 29. 23:00 | Szovjetunió (URS) | 100 – 63 | Puerto Rico (PUR) |  |
| 1960. augusztus 29. 23:00 | (36 – 29)         |          |                   |  |

Középdöntő
F csoport
| Csapat                 | M | Gy | V | P+  | P–  | Pk   |
| ---------------------- | - | -- | - | --- | --- | ---- |
| Egyesült Államok (USA) | 3 | 3  | 0 | 293 | 149 | +144 |
| Szovjetunió (URS)      | 3 | 2  | 1 | 232 | 195 | +37  |
| Jugoszlávia (YUG)      | 3 | 1  | 2 | 197 | 275 | –78  |
| Uruguay (URU)          | 3 | 0  | 3 | 186 | 289 | –103 |

| 1960. szeptember 1. 20:00 | Szovjetunió (URS) | 89 – 53 | Uruguay (URU) |  |
| 1960. szeptember 1. 20:00 | (42 – 22)         |         |               |  |

| 1960. szeptember 2. 17:30 | Szovjetunió (URS) | 88 – 61 | Jugoszlávia (YUG) |  |
| 1960. szeptember 2. 17:30 | (44 – 30)         |         |                   |  |

| 1960. szeptember 3. 23:00 | Egyesült Államok (USA) | 81 – 57 | Szovjetunió (URS) |  |
| 1960. szeptember 3. 23:00 | (35 – 28)              |         |                   |  |

Döntő csoport
| 1960. szeptember 8. 21:00 | Szovjetunió (URS) | 64 – 62 | Brazília (BRA) |  |
| 1960. szeptember 8. 21:00 | (28 – 32)         |         |                |  |

| 1960. szeptember 10. 21:00 | Szovjetunió (URS) | 78 – 70 | Olaszország (ITA) |  |
| 1960. szeptember 10. 21:00 | (34 – 32)         |         |                   |  |

A táblázat tartalmazza a középdöntőben lejátszott Egyesült Államok – Szovjetunió 81–57-es eredményt.
| Csapat                 | M | Gy | V | P+  | P–  | Pk  |
| ---------------------- | - | -- | - | --- | --- | --- |
| Egyesült Államok (USA) | 3 | 3  | 0 | 283 | 201 | +82 |
| Szovjetunió (URS)      | 3 | 2  | 1 | 199 | 213 | –14 |
| Brazília (BRA)         | 3 | 1  | 2 | 203 | 229 | –26 |
| Olaszország (ITA)      | 3 | 0  | 3 | 226 | 268 | –42 |

| Csapat            | Helyezés |
| ----------------- | -------- |
| Szovjetunió (URS) |          |

## Lovaglás
Díjlovaglás
| Versenyző       | Ló     | Versenyszám | Selejtező | Selejtező | Döntő  | Döntő | Végeredmény | Végeredmény |
| Versenyző       | Ló     | Versenyszám | Pont      | Hely.     | Pont   | Hely. | Pont        | Helyezés    |
| --------------- | ------ | ----------- | --------- | --------- | ------ | ----- | ----------- | ----------- |
| Szergej Filatov | Absent | Egyéni      | 1074,0    | 1.        | 1070,0 | 1.    | 2144,0      |             |
| Ivan Kalita     | Korbey | Egyéni      | 1010,0    | 5.        | 997,0  | 5.    | 2007,0      | 5.          |

Díjugratás
| Versenyző                                         | Ló                   | Versenyszám | 1. forduló    | 1. forduló    | 2. forduló    | 2. forduló    | Összesen    | Összesen    |
| Versenyző                                         | Ló                   | Versenyszám | Pont          | Hely.         | Pont          | Hely.         | Pont        | Helyezés    |
| ------------------------------------------------- | -------------------- | ----------- | ------------- | ------------- | ------------- | ------------- | ----------- | ----------- |
| Andrey Favorsky                                   | Manevr               | Egyéni      | 28,00         | =30.          | nem ért célba | nem ért célba | helyezetlen | helyezetlen |
| Fyodor Metelkov                                   | Kover                | Egyéni      | nem ért célba | nem ért célba | kiesett       | kiesett       | helyezetlen | helyezetlen |
| Ernest Shabaylo                                   | Boston               | Egyéni      | nem ért célba | nem ért célba | kiesett       | kiesett       | helyezetlen | helyezetlen |
| Andrey Favorsky Vladimir Raspopov Ernest Shabaylo | Manevr Kodeks Boston | Csapat      | 112,25        | 9.            | nem ért célba | kiesett       | helyezetlen | helyezetlen |

Lovastusa
| Versenyző                                                     | Ló                              | Versenyszám | Díjlovaglás | Díjlovaglás | Tereplovaglás | Tereplovaglás | Díjugratás | Díjugratás | Végeredmény | Végeredmény |
| Versenyző                                                     | Ló                              | Versenyszám | Bünt.       | Hely.       | Bünt.         | Hely.         | Bünt.      | Hely.      | Bünt.       | Helyezés    |
| ------------------------------------------------------------- | ------------------------------- | ----------- | ----------- | ----------- | ------------- | ------------- | ---------- | ---------- | ----------- | ----------- |
| Lev Baklyshkin                                                | Bazis                           | Egyéni      | -103,50     | =16.        | 38,40         | 12.           | -20,25     | 24.        | -85,35      | 7.          |
| Boris Konkov                                                  | Opera                           | Egyéni      | -107,49     | 19.         | kizárták      | kizárták      | kiesett    | kiesett    | kiesett     | kiesett     |
| Saybattal Mursalimov                                          | Satrap                          | Egyéni      | -79,00      | 4.          | 46,00         | 10.           | -30,75     | =29.       | -63,75      | 5.          |
| Yury Smyslov                                                  | Registratoia                    | Egyéni      | -94,00      | 11.         | kizárták      | kizárták      | kiesett    | kiesett    | kiesett     | kiesett     |
| Lev Baklyshkin Boris Konkov Saybattal Mursalimov Yury Smyslov | Bazis Opera Satrap Registratoia | Csapat      | -276,50     | 2.          | nem ért célba | nem ért célba | kiesett    | kiesett    | kiesett     | kiesett     |

## Műugrás
Férfi
| Versenyző             | Versenyszám        | Selejtező | Selejtező | Elődöntő | Elődöntő | Elődöntő | Döntő   | Döntő   | Döntő    |
| Versenyző             | Versenyszám        | Pont      | Helyezés  | Pont     | Össz.    | Helyezés | Pont    | Össz.   | Helyezés |
| --------------------- | ------------------ | --------- | --------- | -------- | -------- | -------- | ------- | ------- | -------- |
| Vyacheslav Chernyshov | Egyéni műugrás     | 50,87     | 17.       | kiesett  | kiesett  | kiesett  | kiesett | kiesett | kiesett  |
| Yury Melnikov         | Egyéni műugrás     | 53,30     | 10.       | 38,56    | 91,86    | 12.      | kiesett | kiesett | kiesett  |
| Gennagyij Galkin      | Egyéni toronyugrás | 54,07     | 5.        | 42,67    | 96,74    | 5.       | 44,95   | 141,69  | 6.       |
| Anatoly Sysoyev       | Egyéni toronyugrás | 54,03     | 6.        | 39,00    | 93,03    | 8.       | 42,56   | 135,59  | 8.       |

Női
| Versenyző            | Versenyszám        | Selejtező | Selejtező | Elődöntő | Elődöntő | Elődöntő | Döntő   | Döntő   | Döntő    |
| Versenyző            | Versenyszám        | Pont      | Helyezés  | Pont     | Össz.    | Helyezés | Pont    | Össz.   | Helyezés |
| -------------------- | ------------------ | --------- | --------- | -------- | -------- | -------- | ------- | ------- | -------- |
| Yelena Kosolapova    | Egyéni műugrás     | 47,88     | 12.       | 36,13    | 84,01    | 11.      | kiesett | kiesett | kiesett  |
| Nyinel Krutova       | Egyéni műugrás     | 52,35     | 4.        | 39,84    | 92,19    | 2.       | 43,92   | 136,11  | 5.       |
| Nyinel Krutova       | Egyéni toronyugrás | 53,38     | 3.        |          |          |          | 33,61   | 86,99   |          |
| Raisza Gorohovszkaja | Egyéni toronyugrás | 51,53     | 8.        |          |          |          | 31,50   | 83,03   | 5.       |

## Ökölvívás
| Versenyző            | Versenyszám   | Selejtező         | 32-es főtábla                            | Nyolcaddöntő                    | Negyeddöntő                      | Elődöntő                    | Döntő                       | Helyezés |
| Versenyző            | Versenyszám   | Ellenfél Eredmény | Ellenfél Eredmény                        | Ellenfél Eredmény               | Ellenfél Eredmény                | Ellenfél Eredmény           | Ellenfél Eredmény           | Helyezés |
| -------------------- | ------------- | ----------------- | ---------------------------------------- | ------------------------------- | -------------------------------- | --------------------------- | --------------------------- | -------- |
| Szergej Szivko       | Légsúly       | erőnyerő          | Csong Sindzso (Jeong Sin-jo) (KOR) · 5-0 | Antoine Porcel (FRA) · kizárták | Manfred Homberg (EUA) · 5-0      | Tanabe Kijosi (JPN) · 4-1   | Török Gyula (HUN) · 2-3     |          |
| Oleg Grigorjev       | Harmatsúly    | erőnyerő          | Waldomiro Pinto (BRA) · 5-0              | Frankie Taylor (GBR) · 3-2      | Thein Myint (BIR) · visszalépett | Brunon Bendig (POL) · 4-1   | Primo Zamparini (ITA) · 3-2 |          |
| Boris Nikonorov      | Pehelysúly    |                   | Nick Spanakos (USA) · 5-0                | Carlos Aro (ARG) · 5-0          | Francesco Musso (ITA) · 2-3      | kiesett                     | kiesett                     | 5.       |
| Vilikton Barannyikov | Könnyűsúly    | erőnyerő          | Willem Gerlach (NED) · 5-0               | Iosif Mihalic (ROU) · 5-0       | Abel Laudonio (ARG) · 0-5        | kiesett                     | kiesett                     | 5.       |
| Vladimir Jengibarján | Kisváltósúly  | erőnyerő          | Werner Busse (EUA) · RSC                 | Willie Ludick (RSA) · 3-2       | Marian Kasprzyk (POL) · 0-5      | kiesett                     | kiesett                     | 5.       |
| Jurij Radonyak       | Váltósúly     | erőnyerő          | Bruno Guse (EUA) · 3-2                   | Joseph Lartey (GHA) · KO        | Andrés Navarro (ESP) · 4-1       | Leszek Drogosz (POL) · 3-2  | Nino Benvenuti (ITA) · 1-4  |          |
| Borisz Lagutyin      | Nagyváltósúly |                   | erőnyerő                                 | Alhassan Brimah (GHA) · KO      | John Bukowski (AUS) · RSC        | Wilbert McClure (USA) · 2-3 | kiesett                     |          |
| Jevgenyij Feofanov   | Középsúly     |                   | Yoland Levèque (FRA) · 5-0               | Carlos Lucas (CHI) · KO         | Luigi Napoleoni (ITA) · KO       | Tadeusz Walasek (POL) · 1-4 | kiesett                     |          |
| Gennagyij Satkov     | Félnehézsúly  |                   | erőnyerő                                 | Ray Cillien (LUX) · 5-0         | Cassius Clay (USA) · 0-5         | kiesett                     | kiesett                     | 5.       |
| Andrey Abramov       | Nehézsúly     |                   | erőnyerő                                 | Manuel García (ESP) · RSC       | Franco De Piccoli (ITA) · 0-5    | kiesett                     | kiesett                     | 5.       |

## Öttusa
| Versenyző                                  | Versenyszám | Lovaglás | Lovaglás | Lovaglás | Lovaglás | Vívás    | Vívás | Vívás | Lövészet | Lövészet | Lövészet | Úszás  | Úszás | Úszás | Futás   | Futás | Futás | Összesen    | Összesen |
| Versenyző                                  | Versenyszám | Idő      | Bünt.    | Pont     | Hely.    | Eredmény | Pont  | Hely. | Pontszám | Pont     | Hely.    | Idő    | Pont  | Hely. | Idő     | Pont  | Hely. | Összes pont | Helyezés |
| ------------------------------------------ | ----------- | -------- | -------- | -------- | -------- | -------- | ----- | ----- | -------- | -------- | -------- | ------ | ----- | ----- | ------- | ----- | ----- | ----------- | -------- |
| Igor Novikov                               | Egyéni      | 9:06,0   | 0        | 982      | 33.      | 36–21    | 839   | 8.    | 188      | 860      | 12.      | 3:53,0 | 1035  | 2.    | 13:38,0 | 1246  | 1.    | 4962        | 5.       |
| Hanno Selg                                 | Egyéni      | 9:11,6   | 0        | 967      | 38.      | 36–21    | 839   | 8.    | 184      | 780      | 32.      | 4:15,0 | 925   | 19.   | 14:01,0 | 1177  | 5.    | 4688        | 10.      |
| Nyikolaj Tatarinov                         | Egyéni      | 8:14,0   | 0        | 1138     | 5.       | 32–25    | 747   | 19.   | 186      | 820      | 25.      | 4:23,0 | 885   | 28.   | 14:04,5 | 1168  | 6.    | 4758        | 6.       |
| Igor Novikov Hanno Selg Nyikolaj Tatarinov | Csapat      |          |          | 3087     | 6.       |          | 2326  | 5.    |          | 2460     | 7.       |        | 2845  | 4.    |         | 3591  | 1.    | 14309       |          |

## Sportlövészet
Férfi
| Versenyző            | Versenyszám                    | Selejtező | Selejtező | Selejtező | Döntő     | Döntő    |
| Versenyző            | Versenyszám                    | Csoport   | Pont      | Helyezés  | Pont      | Helyezés |
| -------------------- | ------------------------------ | --------- | --------- | --------- | --------- | -------- |
| Jevgenyij Cserkaszov | Gyorstüzelő pisztoly           |           |           |           | 579       | 12.      |
| Alekszandr Zabelin   | Gyorstüzelő pisztoly           |           |           |           | 587+(135) |          |
| Alekszej Guscsin     | Szabadpisztoly                 | A         | 359       | 6.        | 560       |          |
| Mahmud Umarov        | Szabadpisztoly                 | B         | 375       | 1.        | 552       |          |
| Moisei Itkis         | Szabadpuska, összetett (300 m) | B         | 563       | 3.        | 1124      | 5.       |
| Vaszilij Boriszov    | Szabadpuska, összetett (300 m) | A         | 559       | 4.        | 1127      |          |
| Vaszilij Boriszov    | Sportpuska, fekvő              | B         | 386       | 10.       | 586       | 4.       |
| Marat Nyijazov       | Sportpuska, fekvő              | A         | 388       | 8.        | 585       | 9.       |
| Marat Nyijazov       | Sportpuska, összetett          | A         | 560       | 5.        | 1145      |          |
| Viktor Samburkin     | Sportpuska, összetett          | B         | 562       | 2.        | 1149      |          |
| Szergej Kalinyin     | Trap                           |           | 89        | =17.      | 190       |          |
| Yury Nikandrov       | Trap                           |           | 97        | =1.       | 180       | =15.     |

## Súlyemelés
| Versenyző          | Versenyszám | Nyomás   | Nyomás   | Szakítás | Szakítás | Lökés    | Lökés    | Összesen | Helyezés |
| Versenyző          | Versenyszám | Eredmény | Helyezés | Eredmény | Helyezés | Eredmény | Helyezés | Összesen | Helyezés |
| ------------------ | ----------- | -------- | -------- | -------- | -------- | -------- | -------- | -------- | -------- |
| Jevgenyij Minajev  | 60 kg       | 120,0    | 1.       | 110,0    | =1.      | 142,5    | 1.       | 372,5    |          |
| Viktor Busujev     | 67,5 kg     | 125,0    | 1.       | 122,5    | 1.       | 150,0    | =2.      | 397,5    |          |
| Alekszandr Kurinov | 75 kg       | 135,0    | 2.       | 132,5    | 1.       | 170,0    | 1.       | 437,5    |          |
| Trofim Lomakin     | 90 kg       | 157,5    | 1.       | 130,0    | 5.       | 170,0    | =2.      | 457,5    |          |
| Arkagyij Vorobjov  | 90 kg       | 152,5    | 2.       | 142,5    | 1.       | 177,5    | 1.       | 472,5    |          |
| Jurij Vlaszov      | +90 kg      | 180,0    | =1.      | 155,0    | 1.       | 202,5    | 1.       | 537,5    |          |

## Torna
Férfi
| Versenyző                                                                                           | Versenyszám      | Selejtező | Selejtező | Döntő    | Döntő    |
| Versenyző                                                                                           | Versenyszám      | Pontszám  | Helyezés  | Pontszám | Helyezés |
| --------------------------------------------------------------------------------------------------- | ---------------- | --------- | --------- | -------- | -------- |
| Albert Azarján                                                                                      | Talaj            | 18,55     | =24.      | kiesett  | kiesett  |
| Albert Azarján                                                                                      | Ugrás            | 18,70     | 14.       | kiesett  | kiesett  |
| Albert Azarján                                                                                      | Korlát           | 18,35     | =46.      | kiesett  | kiesett  |
| Albert Azarján                                                                                      | Nyújtó           | 19,45     | =6.       | kiesett  | kiesett  |
| Albert Azarján                                                                                      | Gyűrű            | 19,75     | 1.        | 19,725   |          |
| Albert Azarján                                                                                      | Lólengés         | 18,55     | =30.      | kiesett  | kiesett  |
| Albert Azarján                                                                                      | Egyéni összetett |           |           | 113,35   | 11.      |
| Valerij Kergyemeligyi                                                                               | Talaj            | 18,80     | =14.      | kiesett  | kiesett  |
| Valerij Kergyemeligyi                                                                               | Ugrás            | 18,60     | 16.       | kiesett  | kiesett  |
| Valerij Kergyemeligyi                                                                               | Korlát           | 17,35     | 97.       | kiesett  | kiesett  |
| Valerij Kergyemeligyi                                                                               | Nyújtó           | 19,20     | =9.       | kiesett  | kiesett  |
| Valerij Kergyemeligyi                                                                               | Gyűrű            | 19,20     | =9.       | kiesett  | kiesett  |
| Valerij Kergyemeligyi                                                                               | Lólengés         | 18,80     | =12.      | kiesett  | kiesett  |
| Valerij Kergyemeligyi                                                                               | Egyéni összetett |           |           | 111,95   | 17.      |
| Nyikolaj Miligulo                                                                                   | Talaj            | 18,80     | =14.      | kiesett  | kiesett  |
| Nyikolaj Miligulo                                                                                   | Ugrás            | 18,80     | 12.       | kiesett  | kiesett  |
| Nyikolaj Miligulo                                                                                   | Korlát           | 18,75     | =23.      | kiesett  | kiesett  |
| Nyikolaj Miligulo                                                                                   | Nyújtó           | 18,85     | =17.      | kiesett  | kiesett  |
| Nyikolaj Miligulo                                                                                   | Gyűrű            | 19,00     | =12.      | kiesett  | kiesett  |
| Nyikolaj Miligulo                                                                                   | Lólengés         | 18,85     | =10.      | kiesett  | kiesett  |
| Nyikolaj Miligulo                                                                                   | Egyéni összetett |           |           | 113,05   | 13.      |
| Vlagyimir Portnoj                                                                                   | Talaj            | 18,95     | =7.       | kiesett  | kiesett  |
| Vlagyimir Portnoj                                                                                   | Ugrás            | 19,25     | 2.        | 19,225   |          |
| Vlagyimir Portnoj                                                                                   | Korlát           | 18,40     | =42.      | kiesett  | kiesett  |
| Vlagyimir Portnoj                                                                                   | Nyújtó           | 19,00     | =13.      | kiesett  | kiesett  |
| Vlagyimir Portnoj                                                                                   | Gyűrű            | 19,00     | =12.      | kiesett  | kiesett  |
| Vlagyimir Portnoj                                                                                   | Lólengés         | 18,70     | =18.      | kiesett  | kiesett  |
| Vlagyimir Portnoj                                                                                   | Egyéni összetett |           |           | 113,30   | 12.      |
| Borisz Sahlin                                                                                       | Talaj            | 18,95     | =7.       | kiesett  | kiesett  |
| Borisz Sahlin                                                                                       | Ugrás            | 19,20     | 3.        | 19,350   | =        |
| Borisz Sahlin                                                                                       | Korlát           | 19,40     | =1.       | 19,400   |          |
| Borisz Sahlin                                                                                       | Nyújtó           | 19,55     | =2.       | 19,475   |          |
| Borisz Sahlin                                                                                       | Gyűrű            | 19,50     | 2.        | 19,500   |          |
| Borisz Sahlin                                                                                       | Lólengés         | 19,35     | 1.        | 19,375   | =        |
| Borisz Sahlin                                                                                       | Egyéni összetett |           |           | 115,95   |          |
| Jurij Tyitov                                                                                        | Talaj            | 19,25     | 2.        | 19,325   |          |
| Jurij Tyitov                                                                                        | Ugrás            | 19,00     | =5.       | 19,200   | 4.       |
| Jurij Tyitov                                                                                        | Korlát           | 19,20     | =6.       | 19,200   | 5.       |
| Jurij Tyitov                                                                                        | Nyújtó           | 19,50     | =4.       | 19,400   | =5.      |
| Jurij Tyitov                                                                                        | Gyűrű            | 19,45     | =3.       | 19,275   | 6.       |
| Jurij Tyitov                                                                                        | Lólengés         | 19,20     | 3.        | 18,950   | 5.       |
| Jurij Tyitov                                                                                        | Egyéni összetett |           |           | 115,60   |          |
| Albert Azarján Valerij Kergyemeligyi Nyikolaj Miligulo Vlagyimir Portnoj Borisz Sahlin Jurij Tyitov | Csapat összetett |           |           | 572,70   |          |

Női
| Versenyző                                                                                               | Versenyszám      | Selejtező | Selejtező | Döntő    | Döntő    |
| Versenyző                                                                                               | Versenyszám      | Pontszám  | Helyezés  | Pontszám | Helyezés |
| --- | ---------------- | --------- | --------- | -------- | -------- |
| Polina Asztahova                                                                                        | Talaj            | 19,532    | 2.        | 19,532   |          |
| Polina Asztahova                                                                                        | Ugrás            | 18,766    | =4.       | 18,716   | 6.       |
| Polina Asztahova                                                                                        | Felemás korlát   | 19,633    | 1.        | 19,616   |          |
| Polina Asztahova                                                                                        | Gerenda          | 18,233    | =28.      | kiesett  | kiesett  |
| Polina Asztahova                                                                                        | Egyéni összetett |           |           | 76,164   |          |
| Ligyija Ivanova                                                                                         | Talaj            | 19,133    | =7.       | kiesett  | kiesett  |
| Ligyija Ivanova                                                                                         | Ugrás            | 18,566    | 8.        | kiesett  | kiesett  |
| Ligyija Ivanova                                                                                         | Felemás korlát   | 19,033    | 7.        | kiesett  | kiesett  |
| Ligyija Ivanova                                                                                         | Gerenda          | 18,699    | 8.        | kiesett  | kiesett  |
| Ligyija Ivanova                                                                                         | Egyéni összetett |           |           | 75,431   | 7.       |
| Larisza Latinyina                                                                                       | Talaj            | 19,566    | 1.        | 19,583   |          |
| Larisza Latinyina                                                                                       | Ugrás            | 18,966    | 3.        | 19,016   |          |
| Larisza Latinyina                                                                                       | Felemás korlát   | 19,433    | 2.        | 19,416   |          |
| Larisza Latinyina                                                                                       | Gerenda          | 19,066    | 3.        | 19,233   |          |
| Larisza Latinyina                                                                                       | Egyéni összetett |           |           | 77,031   |          |
| Tamara Ljuhina                                                                                          | Talaj            | 19,366    | 3.        | 19,449   |          |
| Tamara Ljuhina                                                                                          | Ugrás            | 18,499    | =10.      | kiesett  | kiesett  |
| Tamara Ljuhina                                                                                          | Felemás korlát   | 19,266    | =4.       | 19,399   |          |
| Tamara Ljuhina                                                                                          | Gerenda          | 9,533     | 122.      | kiesett  | kiesett  |
| Tamara Ljuhina                                                                                          | Egyéni összetett |           |           | 66,664   | 89.      |
| Szofja Muratova                                                                                         | Talaj            | 19,233    | 4.        | 19,349   | 5.       |
| Szofja Muratova                                                                                         | Ugrás            | 19,032    | 2.        | 19,049   |          |
| Szofja Muratova                                                                                         | Felemás korlát   | 19,299    | 3.        | 19,382   | 4.       |
| Szofja Muratova                                                                                         | Gerenda          | 19,132    | 2.        | 19,232   |          |
| Szofja Muratova                                                                                         | Egyéni összetett |           |           | 76,696   |          |
| Marharita Nyikolajeva                                                                                   | Talaj            | 18,966    | =15.      | kiesett  | kiesett  |
| Marharita Nyikolajeva                                                                                   | Ugrás            | 19,100    | 1.        | 19,316   |          |
| Marharita Nyikolajeva                                                                                   | Felemás korlát   | 18,799    | 20.       | kiesett  | kiesett  |
| Marharita Nyikolajeva                                                                                   | Gerenda          | 18,966    | 4.        | 19,183   | 4.       |
| Marharita Nyikolajeva                                                                                   | Egyéni összetett |           |           | 75,831   | 4.       |
| Polina Asztahova Ligyija Ivanova Larisza Latinyina Tamara Ljuhina Szofja Muratova Marharita Nyikolajeva | Csapat összetett |           |           | 382,320  |          |

## Úszás
Férfi
| Versenyző                                                                                  | Versenyszám            | Előfutam      | Előfutam      | Előfutam      | Elődöntő | Elődöntő | Elődöntő | Döntő   | Döntő    |
| Versenyző                                                                                  | Versenyszám            | Idő           | Hely.         | Össz.         | Idő      | Hely.    | Össz.    | Idő     | Helyezés |
| ------------------------------------------------------------------------------------------ | ---------------------- | ------------- | ------------- | ------------- | -------- | -------- | -------- | ------- | -------- |
| Igor Luzskovszkij                                                                          | 100 m gyors            | 57,9          | 3.            | 19.**         | 57,5     | 5.       | 14.      | kiesett | kiesett  |
| Vitalij Szorokin                                                                           | 100 m gyors            | 58,2          | 2.            | 23.*          | 58,7     | 7.       | 23.      | kiesett | kiesett  |
| Leonyid Kolesznyikov                                                                       | 400 m gyors            | nem ért célba | nem ért célba | nem ért célba |          |          |          | kiesett | kiesett  |
| Gennagyij Androszov                                                                        | 1500 m gyors           | 18:39,0       | 3.            | 16.           |          |          |          | kiesett | kiesett  |
| Leonyid Barbier                                                                            | 100 m hát              | 1:03,5        | 2.            | 4.            | 1:04,3   | 3.       | 7.       | 1:03,5  | 5.       |
| Veiko Siimar                                                                               | 100 m hát              | 1:04,6        | 2.            | 9.            | 1:04,6   | 5.       | 8.       | 1:04,6  | 8.       |
| Arkady Golovchenko                                                                         | 200 m mell             | 2:41,0        | 1.            | 6.            | 2:40,9   | 5.       | 9.       | kiesett | kiesett  |
| Georgij Prokopenko                                                                         | 200 m mell             | 2:39,2        | 2.            | 4.            | 2:41,0   | 5.       | 10.      | kiesett | kiesett  |
| Grigory Kiselyov                                                                           | 200 m pillangó         | 2:24,6        | 3.            | 13.*          | 2:24,8   | 6.       | 11.      | kiesett | kiesett  |
| Valentin Kuzmin                                                                            | 200 m pillangó         | 2:19,3        | 2.            | 6.            | 2:19,1   | 2.       | 3.       | 2:18,9  | 7.       |
| Igor Luzskovszkij Gennagyij Nyikolajev Vitalij Szorokin Borisz Nyikityin Serhiy Tovstoplet | 4 × 200 m gyorsváltó   | 8:30,6        | 3.            | 7.*           |          |          |          | 8:32,2  | 8.       |
| Leonyid Barbier Leonyid Kolesznyikov Grigory Kiselyov Igor Luzskovszkij                    | 4 × 100 m vegyes váltó | 4:16,2        | 3.            | 7.            |          |          |          | 4:16,8  | 5.       |

Női
| Versenyző                                                                                | Versenyszám            | Előfutam | Előfutam | Előfutam | Elődöntő | Elődöntő | Elődöntő | Döntő   | Döntő    |
| Versenyző                                                                                | Versenyszám            | Idő      | Hely.    | Össz.    | Idő      | Hely.    | Össz.    | Idő     | Helyezés |
| ---------------------------------------------------------------------------------------- | ---------------------- | -------- | -------- | -------- | -------- | -------- | -------- | ------- | -------- |
| Marina Shamal                                                                            | 100 m gyors            | 1:06,4   | 4.       | 17.*     | kiesett  | kiesett  | kiesett  | kiesett | kiesett  |
| Ulvi Voog                                                                                | 100 m gyors            | 1:06,7   | 5.       | 19.      | kiesett  | kiesett  | kiesett  | kiesett | kiesett  |
| Liudmyla Klipova                                                                         | 100 m hát              | 1:14,5   | 6.       | 19.      |          |          |          | kiesett | kiesett  |
| Larisza Viktorova                                                                        | 100 m hát              | 1:12,8   | 3.       | 10.      |          |          |          | kiesett | kiesett  |
| Lyudmila Korobova                                                                        | 200 m mell             | 3:02,7   | 6.       | 21.      |          |          |          | kiesett | kiesett  |
| Eve Uusmees                                                                              | 200 m mell             | 3:03,1   | 5.       | 22.      |          |          |          | kiesett | kiesett  |
| Zinaida Belovetskaya                                                                     | 100 m pillangó         | 1:12,6   | 2.       | 7.       |          |          |          | 1:13,3  | 6.       |
| Valentina Poznyak                                                                        | 100 m pillangó         | 1:13,2   | 3.       | 9.*      |          |          |          | kiesett | kiesett  |
| Irina Lyakhovskaya Ulvi Voog Galina Sosnova Marina Shamal                                | 4 × 100 m gyorsváltó   | 4:31,9   | 4.       | 8.       |          |          |          | 4:29,0  | 8.       |
| Larisza Viktorova Lyudmila Korobova Zinaida Belovetskaya Marina Shamal Valentina Poznyak | 4 × 100 m vegyes váltó | 4:54,4   | 2.       | 6.       |          |          |          | 4:58,1  | 8.       |

* - egy másik versenyzővel azonos időt/váltóval ért el

** - két másik versenyzővel azonos időt ért el

## Vitorlázás
Nyílt
| Versenyző                                            | Versenyszám     | Futam | Futam | Futam | Futam | Futam | Futam | Futam | Pontszám | Helyezés |
| Versenyző                                            | Versenyszám     | 1     | 2     | 3     | 4     | 5     | 6     | 7     | Pontszám | Helyezés |
| ---------------------------------------------------- | --------------- | ----- | ----- | ----- | ----- | ----- | ----- | ----- | -------- | -------- |
| Aleksander Tšutšelov                                 | Finn dingi      | 800   | 1645  | 1344  | 645   | (415) | 1344  | 742   | 6520     |          |
| Tyimir Pinyegin Fjodor Sutkov                        | Csillaghajó     | 1516  | 1215  | 1516  | 1516  | 1039  | (817) | 817   | 7619     |          |
| Viktor Pilchin Aleksandr Shelkovnikov                | Repülő hollandi | 388   | 893   | 990   | (101) | 1115  | 990   | 747   | 5123     | 6.       |
| Viktor Gorlov Konstantin Melgunov Pavel Parshin      | 5,5 méteres     | 338   | 176   | 301   | 426   | 266   | (149) | 477   | 1984     | 14.      |
| Nikolay Yepifanov Vyacheslav Mozhayev Eduard Stayson | Sárkányhajó     | 754   | 356   | 231   | 629   | (190) | 356   | 578   | 2904     | 16.      |

## Vívás
Férfi
| Versenyző                                                                                   | Versenyszám       | Csoportkör | Csoportkör | Csoportkör | Csoportkör | Csoportkör | Csoportkör       | Csoportkör | Csoportkör       | Csoportkör | Csoportkör       | Helyezés    |
| Versenyző                                                                                   | Versenyszám       | 1. kör | 1. kör     | 2. kör | 2. kör     | Negyeddöntő | Negyeddöntő      | Elődöntő | Elődöntő         | Döntő | Döntő            | Helyezés    |
| Versenyző                                                                                   | Versenyszám       | Ellenfél Eredmény | Hely.      | Ellenfél Eredmény | Hely.      | Ellenfél Eredmény | Hely.            | Ellenfél Eredmény | Hely.            | Ellenfél Eredmény | Hely.            | Helyezés    |
| ------------------------------------------------------------------------------------------- | ----------------- | --- | ---------- | --- | ---------- | --- | ---------------- | --- | ---------------- | --- | ---------------- | ----------- |
| Mark Midler                                                                                 | Tőr, egyéni       | 1. csoport · Funamizu Micujuki (JPN) · 5-1 · Ahmed El-Husseini (RAU) · 5-2 · Orlando Azinhais (POR) · 5-2 · Joseph Paletta Jr. (USA) · 4-5 · Michel Steininger (SUI) · 4-5                                | 3.         | 4. csoport · Janusz Różycki (POL) · 5-3 · Jean Link (LUX) · 5-0 · Tim Gerresheim (EUA) · 2-5 · Luigi Carpaneda (ITA) · 3-5 · Brian McCowage (AUS) · nem vívtak           | 3.         | 2. csoport · Christian d’Oriola (FRA) · 5-1 · Luigi Carpaneda (ITA) · 5-4 · Eugene Glazer (USA) · 5-1 · Jürgen Brecht (EUA) · 5-1 · Ryszard Parulski (POL) · 2-5                                                                                                | 2.               | 2. csoport · Jurij Sziszikin (URS) · 5-3 · Roger Closset (FRA) · 5-0 · Bill Hoskyns (GBR) · 5-2 · Eberhard Mehl (EUA) · 5-4 · Janusz Różycki (POL) · 2-5 | 1.               | Döntő csoport · Witold Woyda (POL) · 5-4 · Bill Hoskyns (GBR) · 5-1 · Christian d’Oriola (FRA) · 5-0 · Viktor Zsdanovics (URS) · 4-5 · Jurij Sziszikin (URS) · 4-5 · Albert Axelrod (USA) · 2-5 · Roger Closset (FRA) · 3-5 · Rájátszás: 3.-5. helyért · Albert Axelrod (USA) · 3-5 · Witold Woyda (POL) · 2-5 | 5. Rájátszás: 3. | 5.          |
| Jurij Sziszikin                                                                             | Tőr, egyéni       | 11. csoport · Manuel Borrego (POR) · 5-1 · Ivan Lund (AUS) · 5-1 · Mohamed Gamil El-Kalyoubi (RAU) · 5-3 · Tabucsi Kazuhiko (JPN) · 5-3 · Jean-Claude Magnan (FRA) · 4-5 · Raúl Cicero (MEX) · nem vívtak | 2.         | 2. csoport · Mario Curletto (ITA) · 5-2 · Ralph Cooperman (GBR) · 5-3 · Ion Drîmbă (ROU) · 5-1 · Witold Woyda (POL) · 1-5 · Jürgen Brecht (EUA) · 2-5                    | 3.         | 1. csoport · Witold Woyda (POL) · 5-3 · Kamuti Jenő (HUN) · 5-4 · André Verhalle (BEL) · 5-1 · Bill Hoskyns (GBR) · 4-5 · Mario Curletto (ITA) · 3-5 | 2.               | 2. csoport · Roger Closset (FRA) · 5-2 · Bill Hoskyns (GBR) · 5-3 · Janusz Różycki (POL) · 5-3 · Mark Midler (URS) · 3-5 · Eberhard Mehl (EUA) · 0-5 | 2.               | Döntő csoport · Albert Axelrod (USA) · 5-2 · Mark Midler (URS) · 5-4 · Bill Hoskyns (GBR) · 5-1 · Christian d’Oriola (FRA) · 5-4 · Viktor Zsdanovics (URS) · 4-5 · Witold Woyda (POL) · 3-5 · Roger Closset (FRA) · nem vívtak                                                                                 | 2.               |             |
| Viktor Zsdanovics                                                                           | Tőr, egyéni       | 7. csoport · Enrique González (ESP) · 5-2 · Jacques Debeur (BEL) · 5-2 · Juan Paladino (URU) · 5-0 · Brian Pickworth (NZL) · 5-2 · Attila Csipler (ROU) · 4-5                                             | 1.         | 3. csoport · Fülöp Mihály (HUN) · 5-3 · Joseph Paletta Jr. (USA) · 5-0 · Raúl Cicero (MEX) · 5-1 · Eberhard Mehl (EUA) · 3-5 · André Verhalle (BEL) · nem vívtak         | 2.         | 3. csoport · Roger Closset (FRA) · 5-1 · Alberto Pellegrino (ITA) · 5-0 · Tim Gerresheim (EUA) · 5-2 · Jesús Gruber (VEN) · 5-1 · Janusz Różycki (POL) · nem vívtak                                                                                             | 1.               | 1. csoport · Albert Axelrod (USA) · 5-3 · Witold Woyda (POL) · 5-4 · Fülöp Mihály (HUN) · 5-1 · Christian d’Oriola (FRA) · 3-5 · Ryszard Parulski (POL) · 3-5 | 3.               | Döntő csoport · Jurij Sziszikin (URS) · 5-4 · Albert Axelrod (USA) · 5-2 · Witold Woyda (POL) · 5-2 · Mark Midler (URS) · 5-4 · Roger Closset (FRA) · 5-2 · Bill Hoskyns (GBR) · 5-3 · Christian d’Oriola (FRA) · 5-3                                                                                          | 1.               |             |
| Arnold Csarnusevics                                                                         | Párbajtőr, egyéni | 8. csoport · José Fernandes (POR) · 5-1 · Georg Neuber (EUA) · 5-2 · Max Dwinger (NED) · 5-2 · Sonosuke Fujimaki (JPN) · 5-2 · Henri Bini (MON) · 5-2                                                     | 1.         | 4. csoport · Gábor Tamás (HUN) · 5-4 · Yves Dreyfus (FRA) · 5-4 · José Fernandes (POR) · 5-1 · Berndt-Otto Rehbinder (SWE) · 4-5 · Rolf Wiik (FIN) · 3-5                 | 2.         | 4. csoport · Armand Mouyal (FRA) · 6-5 · Adalbert Gurath Jr. (ROU) · 6-5 · Dieter Fänger (EUA) · 6-5 · Roger Achten (BEL) · 3-5 · Sákovics József (HUN) · 4-5 · Rájátszás: · Armand Mouyal (FRA) · 0-5 · Roger Achten (BEL) · 3-5 · Sákovics József (HUN) · 4-5 | 4. Rájátszás: 3. | kiesett | kiesett          | kiesett | kiesett          | helyezetlen |
| Bruno Habārovs                                                                              | Párbajtőr, egyéni | 6. csoport · Jules Amez-Droz (SUI) · 6-5 · Robert Schiel (LUX) · 5-2 · Abbes Harchi (MAR) · 5-1 · Christopher Bland (IRL) · 5-1 · John Simpson (AUS) · 5-2 · Janusz Kurczab (POL) · nem vívtak            | 1.         | 5. csoport · Kausz István (HUN) · 5-3 · Bohdan Gonsior (POL) · 6-5 · Eddi Gutenkauf (LUX) · 5-2 · John Pelling (GBR) · 3-5 · Paul Gnaier (EUA) · nem vívtak              | 1.         | 1. csoport · Allan Jay (GBR) · 6-5 · Gábor Tamás (HUN) · 6-5 · Göran Abrahamsson (SWE) · 5-3 · Giovanni Battista Breda (ITA) · 5-6 · Janusz Kurczab (POL) · 2-5 · Rájátszás: · Janusz Kurczab (POL) · 5-1 · Allan Jay (GBR) · nem vívtak                        | 2. Rájátszás: 2. | 1. csoport · Allan Jay (GBR) · 5-3 · Armand Mouyal (FRA) · 5-4 · Kausz István (HUN) · 5-4 · Roger Achten (BEL) · 2-5 · Alberto Pellegrino (ITA) · 1-5 | 2.               | Döntő csoport · Allan Jay (GBR) · 5-2 · Roger Achten (BEL) · 5-4 · Yves Dreyfus (FRA) · 6-5 · Giovanni Battista Breda (ITA) · 5-3 · Giuseppe Delfino (ITA) · 2-5 · Sákovics József (HUN) · 6-7 · Armand Mouyal (FRA) · 3-5 · Rájátszás: A bronzéremért · Sákovics József (HUN) · 8-7                           | 3.               |             |
| Guram Kosztava                                                                              | Párbajtőr, egyéni | 9. csoport · Mohamed Ramadan (LIB) · 5-3 · Ángel Roldán (MEX) · 5-2 · Andreas Soeratman (INA) · 5-0 · Jesús Díez (ESP) · 5-4 · Alberto Balestrini (ARG) · 3-5 · Rolf Wiik (FIN) · nem vívtak              | 2.         | 3. csoport · Tabucsi Kazuhiko (JPN) · 5-3 · François Dehez (BEL) · 5-4 · Dieter Fänger (EUA) · 6-7 · Giuseppe Delfino (ITA) · 4-5 · Göran Abrahamsson (SWE) · nem vívtak | 4.         | 2. csoport · Bohdan Gonsior (POL) · 5-3 · Georg Neuber (EUA) · 5-4 · Bill Hoskyns (GBR) · 5-4 · Alberto Pellegrino (ITA) · 1-5 · Yves Dreyfus (FRA) · nem vívtak                                                                                                | 3.               | 2. csoport · Sákovics József (HUN) · 5-4 · Berndt-Otto Rehbinder (SWE) · 5-3 · Yves Dreyfus (FRA) · 3-5 · Giuseppe Delfino (ITA) · 5-6 · Giovanni Battista Breda (ITA) · 3-5 · Rájátszás: · Berndt-Otto Rehbinder (SWE) · 5-2 · Giovanni Battista Breda (ITA) · 1-5 | 5. Rájátszás: 2. | kiesett | kiesett          | helyezetlen |
| Nugzar Aszatiani                                                                            | Kard, egyéni      | 2. csoport · Michael Sichel (AUS) · 5-3 · Pablo Ordejón (ESP) · 5-0 · Abderrahman Sebti (MAR) · 5-1 · Wladimiro Calarese (ITA) · 2-5 · Günther Ulrich (AUT) · nem vívtak                                  | 2.         | 4. csoport · Jacques Lefèvre (FRA) · 5-2 · Aleksandar Vasin (YUG) · 5-2 · Jerzy Pawłowski (POL) · 0-5 · Jürgen Theuerkauff (EUA) · 4-5 · Dumitru Mustață (ROU) · 3-5     | 4.         | 3. csoport · Gerevich Aladár (HUN) · 5-3 · Jacques Roulot (FRA) · 5-4 · Wojciech Zabłocki (POL) · 3-5 · Teodoro Goliardi (URU) · 2-5 · Walter Köstner (EUA) · 3-5                                                                                               | 5.               | kiesett | kiesett          | kiesett | kiesett          | helyezetlen |
| Jakov Rilszkij                                                                              | Kard, egyéni      | 5. csoport · Alexander Leckie (GBR) · 5-1 · Juan Larrea (ARG) · 5-2 · William Fajardo (MEX) · 5-0 · Jaime Duque (COL) · 5-0 · Ladislau Rohony (ROU) · 2-5                                                 | 1.         | 3. csoport · Walter Köstner (EUA) · 5-3 · Asen Dyakovski (BUL) · 5-3 · Emeric Arus (ROU) · 5-2 · Wojciech Zabłocki (POL) · nem vívtak · Helmuth Resch (AUT) · nem vívtak | 1.         | 2. csoport · Roberto Ferrari (ITA) · 5-1 · Horváth Zoltán (HUN) · 5-1 · Marcel Van Der Auwera (BEL) · 5-1 · Alfonso Morales (USA) · 5-2 · Ryszard Zub (POL) · 4-5                                                                                               | 1.               | 2. csoport · Gerevich Aladár (HUN) · 5-3 · Jacques Roulot (FRA) · 5-1 · Jerzy Pawłowski (POL) · 4-5 · Horváth Zoltán (HUN) · 3-5 · Wladimiro Calarese (ITA) · 3-5 · Rájátszás: · Wladimiro Calarese (ITA) · 5-3 · Gerevich Aladár (HUN) · 3-5                       | 4. Rájátszás: 2. | Döntő csoport · Kárpáti Rudolf (HUN) · 5-3 · Wladimiro Calarese (ITA) · 5-4 · Horváth Zoltán (HUN) · 2-5 · Claude Arabo (FRA) · 4-5 · Wojciech Zabłocki (POL) · 4-5 · Jerzy Pawłowski (POL) · 2-5 · David Tisler (URS) · 1-5                                                                                   | 8.               | 8.          |
| David Tisler                                                                                | Kard, egyéni      | 7. csoport · Walter Köstner (EUA) · 5-3 · Aleksandar Vasin (YUG) · 5-2 · Gustavo Vassallo (ARG) · 5-1 · Palle Frey (DEN) · 5-3 · Ali Annabi (TUN) · 5-1                                                   | 1.         | 6. csoport · Allan Kwartler (USA) · 5-1 · Marcel Van Der Auwera (BEL) · 5-2 · Josef Wanetschek (AUT) · 5-3 · Ryszard Zub (POL) · 2-5 · Pierluigi Chicca (ITA) · 3-5      | 2.         | 1. csoport · Jerzy Pawłowski (POL) · 5-1 · Asen Dyakovski (BUL) · 5-4 · Jürgen Theuerkauff (EUA) · 5-3 · Allan Kwartler (USA) · 5-0 · Claude Arabo (FRA) · 1-5                                                                                                  | 3.               | 1. csoport · Wojciech Zabłocki (POL) · 5-3 · Roberto Ferrari (ITA) · 5-4 · Ladislau Rohony (ROU) · 5-2 · Kárpáti Rudolf (HUN) · 4-5 · Claude Arabo (FRA) · 2-5 | 3.               | Döntő csoport · Jerzy Pawłowski (POL) · 5-3 · Jakov Rilszkij (URS) · 5-1 · Kárpáti Rudolf (HUN) · 3-5 · Horváth Zoltán (HUN) · 3-5 · Wladimiro Calarese (ITA) · 4-5 · Claude Arabo (FRA) · 3-5 · Wojciech Zabłocki (POL) · 1-5                                                                                 | 7.               | 7.          |
| Mark Midler Jurij Rudov Jurij Sziszikin German Szvesnyikov Viktor Zsdanovics                | Tőr, csapat       | 4. csoport · Belgium (BEL) · 9-1 · Japán (JPN) · 15-1 | 1.         | erőnyerő |            | Lengyelország (POL) · 9-6 |                  | Egyesült Német Csapat (EUA) · 9-3 |                  | Olaszország (ITA) · 9-4 |                  |             |
| Arnold Csarnusevics Valentin Csernikov Bruno Habārovs Guram Kosztava Aljakszandr Pavlovszki | Párbajtőr, csapat | 3. csoport · Svájc (SUI) · 9-1 · Libanon (LIB) · 8 (25)-8 (18) | 1.         | Japán (JPN) · 9-0 |            | Egyesült Német Csapat (EUA) · 9-2 |                  | Olaszország (ITA) · 6-9 |                  | Bronzmérkőzés · Magyarország (HUN) · 9-5 |                  |             |
| Nugzar Aszatiani Jevhen Cserepovszkij Umjar Mavlihanov Jakov Rilszkij David Tisler          | Kard, csapat      | 3. csoport · Argentína (ARG) · 9-1 | 1.         | erőnyerő |            | Egyesült Államok (USA) · 8 (68)-8 (65) |                  | kiesett |                  | kiesett |                  | =5.         |

Női
| Versenyző | Versenyszám | Csoportkör | Csoportkör | Csoportkör | Csoportkör       | Csoportkör | Csoportkör | Csoportkör | Csoportkör       | Helyezés    |
| Versenyző | Versenyszám | 1. kör | 1. kör     | Negyeddöntő | Negyeddöntő      | Elődöntő | Elődöntő   | Döntő | Döntő            | Helyezés    |
| Versenyző | Versenyszám | Ellenfél Eredmény | Hely.      | Ellenfél Eredmény | Hely.            | Ellenfél Eredmény | Hely.      | Ellenfél Eredmény | Hely.            | Helyezés    |
| --- | ----------- | --- | ---------- | --- | ---------------- | --- | ---------- | --- | ---------------- | ----------- |
| Galina Gorohova | Tőr, egyéni | 6. csoport · María Shaw (ESP) · 4-3 · Mary Glen-Haig (GBR) · 4-0 · Barbara Helsingius (FIN) · 4-1 · Maria Vicol (ROU) · 0-4 · Nyári Magda (HUN) · 2-4                                 | 3.         | 2. csoport · Szabó Orbán Olga (ROU) · 4-2 · Pilar Roldán (MEX) · 4-2 · Bruna Colombetti (ITA) · 4-2 · Helga Mees (EUA) · 2-4 · Maria Grötzer (AUT) · 3-4 · Monique Leroux (FRA) · 2-4 · Rájátszás: · Helga Mees (EUA) · 4-0 · Maria Grötzer (AUT) · 4-2 | 3. Rájátszás: 1. | 2. csoport · Pilar Roldán (MEX) · 4-0 · Maria Vicol (ROU) · 4-3 · Catherine Delbarre (FRA) · 4-2 · Rejtő Ildikó (HUN) · 4-2 · Traudl Ebert (AUT) · 3-4         | 1.         | Döntő csoport · Maria Vicol (ROU) · 4-3 · Elżbieta Pawlas (POL) · 4-0 · Pilar Roldán (MEX) · 4-2 · Traudl Ebert (AUT) · 4-2 · Heidi Schmid (EUA) · 2-4 · Valentyina Rasztvorova (URS) · 1-4 · Szabó Orbán Olga (ROU) · 3-4 · Rájátszás: 3.-5. helyért · Szabó Orbán Olga (ROU) · 4-2 · Maria Vicol (ROU) · 3-4 | 4. Rájátszás: 2. | 4.          |
| Valentyina Rasztvorova                                                                                               | Tőr, egyéni | 5. csoport · Ecaterina Orb-Lazăr (ROU) · 4-1 · Pilar Roldán (MEX) · 4-2 · Evelyn Terhune (USA) · 4-2 · Shirley Armstrong (IRL) · 4-1 · Pilar Tosat (ESP) · 4-0                        | 1.         | 1. csoport · Rejtő Ildikó (HUN) · 4-1 · Antonella Ragno (ITA) · 4-2 · Sylwia Julito (POL) · 4-2 · Maria Vicol (ROU) · 1-4 · Elly Botbijl (NED) · nem vívtak                                                                                             | 2.               | 1. csoport · Szabó Orbán Olga (ROU) · 4-2 · Nyári Magda (HUN) · 4-3 · Heidi Schmid (EUA) · 3-4 · Elżbieta Pawlas (POL) · 2-4 · Ecaterina Orb-Lazăr (ROU) · 3-4 | 4.         | Döntő csoport · Maria Vicol (ROU) · 4-3 · Galina Gorohova (URS) · 4-1 · Elżbieta Pawlas (POL) · 4-0 · Pilar Roldán (MEX) · 4-0 · Traudl Ebert (AUT) · 4-0 · Heidi Schmid (EUA) · 3-4 · Szabó Orbán Olga (ROU) · 1-4                                                                                            | 2.               |             |
| Alekszandra Zabelina                                                                                                 | Tőr, egyéni | 9. csoport · Catherine Delbarre (FRA) · 4-1 · Sioe Gouw Pau (INA) · 4-0 · Harriet King (USA) · 4-1 · Danny van Rossem (NED) · 4-2 · Helga Mees (EUA) · 3-4 · Gloria Colón (PUR) · 2-4 | 2.         | 4. csoport · Nyári Magda (HUN) · 4-1 · Irene Camber (ITA) · 4-1 · Régine Veronnet (FRA) · 4-3 · Heidi Schmid (EUA) · 3-4 · Traudl Ebert (AUT) · 3-4 · Christina Lagerwall (SWE) · 3-4 · Rájátszás: · Traudl Ebert (AUT) · 2-4                           | 4.               | kiesett | kiesett    | kiesett | kiesett          | helyezetlen |
| Galina Gorohova Taccjana Pjatrenka Valentyina Prudszkova Valentyina Rasztvorova Ljudmila Sisova Alekszandra Zabelina | Tőr, csapat | 1. csoport · Olaszország (ITA) · 9-4 · Venezuela (VEN) · 13-3 | 1.         | Franciaország (FRA) · 8 (46)-8 (48) |                  | Egyesült Német Csapat (EUA) · 9-3 |            | Magyarország (HUN) · 9-3 |                  |             |

## Vízilabda
| Szovjet férfi vízilabdacsapat-játékoskeret                                                                    | Szovjet férfi vízilabdacsapat-játékoskeret                                                                 |
| --- | --- |
| - Viktor Agejev - Givi Csikvanaia - Leri Gogoladze - Borisz Gojhman - Jurij Grigorovszkij - Anatolij Kartasov | - Vjacseszlav Kurennoj - Pjotr Msvenyieradze - Vlagyimir Novikov - Jevgenyij Szalcin - Vlagyimir Szemjonov |

### Eredmények
Csoportkör
B csoport
| Csapat                      | M | Gy | D | V | G+ | G– | Gk  | P |
| --------------------------- | - | -- | - | - | -- | -- | --- | - |
| Szovjetunió (URS)           | 3 | 3  | 0 | 0 | 20 | 10 | +10 | 6 |
| Egyesült Német Csapat (EUA) | 3 | 2  | 0 | 1 | 15 | 9  | +6  | 4 |
| Argentína (ARG)             | 3 | 0  | 1 | 2 | 7  | 14 | –7  | 1 |
| Brazília (BRA)              | 3 | 0  | 1 | 2 | 7  | 16 | –9  | 1 |

| 1960. augusztus 25. 22:30 | Szovjetunió (URS) | 5 – 4 | Egyesült Német Csapat (EUA) |  |
| 1960. augusztus 25. 22:30 | (4 – 1)           |       |                             |  |
| 1960. augusztus 25. 22:30 |                   |       |                             |  |

| 1960. augusztus 27. 10:00 | Szovjetunió (URS) | 7 – 4 | Argentína (ARG) |  |
| 1960. augusztus 27. 10:00 | (5 – 2)           |       |                 |  |
| 1960. augusztus 27. 10:00 |                   |       |                 |  |

| 1960. augusztus 29. 11:00 | Szovjetunió (URS) | 8 – 2 | Brazília (BRA) |  |
| 1960. augusztus 29. 11:00 | (5 – 1)           |       |                |  |
| 1960. augusztus 29. 11:00 |                   |       |                |  |

Középdöntő
1. csoport
A táblázat tartalmazza az B csoportban lejátszott Szovjetunió – Egyesült Német Csapat 5–4-es eredményt.
| Csapat                      | M | Gy | D | V | G+ | G– | Gk | P |
| --------------------------- | - | -- | - | - | -- | -- | -- | - |
| Olaszország (ITA)           | 3 | 3  | 0 | 0 | 9  | 3  | +6 | 6 |
| Szovjetunió (URS)           | 3 | 2  | 0 | 1 | 8  | 8  | 0  | 4 |
| Románia (ROU)               | 3 | 0  | 1 | 2 | 8  | 10 | –2 | 1 |
| Egyesült Német Csapat (EUA) | 3 | 0  | 1 | 2 | 7  | 11 | –4 | 1 |

| 1960. augusztus 30. 18:10 | Szovjetunió (URS) | 3 – 2 | Románia (ROU) |  |
| 1960. augusztus 30. 18:10 | (1 – 0)           |       |               |  |
| 1960. augusztus 30. 18:10 |                   |       |               |  |

| 1960. augusztus 31. 24:00 | Olaszország (ITA) | 2 – 0 | Szovjetunió (URS) |  |
| 1960. augusztus 31. 24:00 | (1 – 0)           |       |                   |  |
| 1960. augusztus 31. 24:00 |                   |       |                   |  |

Döntő csoport
| 1960. szeptember 2. 22:30 | Szovjetunió (URS) | 3 – 3 | Magyarország (HUN) |  |
| 1960. szeptember 2. 22:30 | (1 – 1)           |       |                    |  |
| 1960. szeptember 2. 22:30 |                   |       |                    |  |

| 1960. szeptember 3. 21:50 | Szovjetunió (URS) | 4 – 3 | Jugoszlávia (YUG) |  |
| 1960. szeptember 3. 21:50 | (2 – 2)           |       |                   |  |
| 1960. szeptember 3. 21:50 |                   |       |                   |  |

A táblázat tartalmazza a középdöntőben lejátszott Olaszország – Szovjetunió 2–0-ás eredményt.
| Csapat             | M | Gy | D | V | G+ | G– | Gk | P |
| ------------------ | - | -- | - | - | -- | -- | -- | - |
| Olaszország (ITA)  | 3 | 2  | 1 | 0 | 7  | 4  | +3 | 5 |
| Szovjetunió (URS)  | 3 | 1  | 1 | 1 | 7  | 8  | –1 | 3 |
| Magyarország (HUN) | 3 | 0  | 2 | 1 | 7  | 8  | –1 | 2 |
| Jugoszlávia (YUG)  | 3 | 1  | 0 | 2 | 6  | 7  | –1 | 2 |

| Csapat            | Helyezés |
| ----------------- | -------- |
| Szovjetunió (URS) |          |